# اریش فون مانشتاین
فریتز اریش گئورگ ادوآرد فون مانشتاین (به آلمانی: Fritz Erich Georg Eduard von Manstein) مشهور به اریش فون مانشتاین (به آلمانی: Erich von Manstein) (زاده شده با نام فریتز اریش گئورگ ادوآرد فون لِوینسکی؛ ۲۴ نوامبر ۱۸۸۷ – ۹ ژوئن ۱۹۷۳) نظامی و فیلدمارشال نامدار آلمانی در دوره رایش سوم بود که یگان‌های مختلفی را در ورماخت در جریان جنگ جهانی دوم فرماندهی کرد. در تاریخ‌نگاری نظامی جنگ جهانی دوم مانشتاین غالباً یکی از برترین و بزرگ‌ترین فرماندهان میدانی و بهره‌مند از هوش و توانایی بالای تاکتیکی و راهبردی به‌خصوص در رزم متحرک قلمداد می‌شود.
در خاندانی اشرافی و با سابقه بلند نظامی زاده شد. سال ۱۹۰۶ وارد نیروی زمینی امپراتوری آلمان گردید و در جبهه‌های غربی و شرقی جنگ جهانی اول، عموماً در مناصب ستادی، نبرد را تجربه کرد. پس از جنگ با حضور در دفتر نیرو و ستاد کل نیروی زمینی به عنوان رئیس بخش عملیات‌ها و معاون تدارکات رئیس ستاد کل، نقش مهمی در بازسازی توان نیروهای مسلح کشورش ایفا نمود. او از عوامل تأثیرگذار در طراحی و توسعه توپ‌های خودکششی تهاجمی همچون اشتوگ ۳ بود که بعدها ارزش ویژه‌ای برای پیاده‌نظام آلمان داشتند. تا پیش از آغاز جنگ جهانی دوم به درجه سرلشکری نائل آمد و به فرماندهی یک لشکر پیاده‌نظام منصوب شد.
هنگام تهاجم آلمان به لهستان در ماه سپتامبر سال ۱۹۳۹، ریاست ستاد گروه ارتش جنوب را عهده‌دار بود. در نبرد فرانسه طرح ارائه‌شده توسط او برای گذر نیروهای زرهی از جنگل‌های آردن و محاصره نیروهای دشمن در شمال، با برخی اصلاحات، مورد پذیرش و با موفقیت مورد استفاده قرار گرفت. خود او در این کارزار فرمانده یک سپاه پیاده‌نظام بود و در مرحله دوم تهاجم مشارکت فعالی داشت. در جریان تهاجم به شوروی ابتدا فرماندهی سپاه ۵۶ موتوریزه را بر عهده داشت و با نیروهای خود به سرعت از طریق منطقه بالتیک تا حومه لنینگراد پیشرفت. سپس به فرماندهی ارتش یازدهم رسید و شبه‌جزیره کریمه را تصرف کرد. با این موفقیت روز ۱ ژوئیه سال ۱۹۴۲ آدولف هیتلر، پیشوای آلمان درجه فیلدمارشالی را به او اعطا نمود. با توجه به داشتن تجربه تسخیر یک شهر مستحکم، به منظور پایان دادن به محاصره لنینگراد و تسلط بر این شهر به قسمت شمالی جبهه فرستاده شد اما شرایط امکان این مسئله را به او نداد.
پس از برگشتن ورق جنگ به ضرر آلمان، سال ۱۹۴۲ با انتصاب به فرماندهی گروه ارتش دن قادر به شکستن محاصره ارتش ششم در استالینگراد نشد. با این وجود سال ۱۹۴۳ با یک ضد حمله درخشان خارکوف و اراضی وسیع دیگری را مجدداً به تصرف آلمانی‌ها درآورد و مقادیر زیادی از نیروهای دشمن را منهدم کرد. نیروهای او در گروه ارتش جنوب انبر جنوبی تهاجم آلمان به برآمدگی کورسک را تشکیل می‌دادند. عدم موفقیت در این نبرد و سایر اختلاف نظرها با هیتلر در ارتباط با چگونگی پیشبرد جنگ در نهایت منجر به عزل او در ماه مارس سال ۱۹۴۴ شد. فون مانشتاین دیگر هیچگاه هیچ جایگاه فرماندهی دریافت نکرد و پس از پایان جنگ ماه اوت سال ۱۹۴۵ به اسارت بریتانیایی‌ها درآمد.
پس از آزادی در سال ۱۹۵۳، کار نوشتن خاطراتش را به اتمام رساند و چند مقاله نظامی تألیف کرد. در هشتادمین سالگرد تولدش، بوندس‌ور، نیروهای مسلح جدید آلمان با برگزاری مراسمی از او تقدیر به عمل آورد. فیلدمارشال اریش فون مانشتاین در نهایت روز ۱۰ ژوئن سال ۱۹۷۳ در سن ۸۵ سالگی در دهکده‌ای در جنوب مونشن درگذشت و با احترام نظامی به خاک سپرده شد.

## سال‌های اولیه

### نیروی زمینی امپراتوری آلمان
اریش فون مانشتاین روز ۲۴ نوامبر سال ۱۸۸۷ در برلین زاده شد. از همان ابتدا در بستر سنت نظامی پروسی و عقاید شدید لوترن که بعدها خود آن را «دنیای سرباز پروسی» توصیف نمود، پرورش یافت. آموزش رسمی را در سن هفت سالگی در اشتراسبورگ که پدرش در آن‌جا خدمت می‌کرد، آغاز کرد. فون مانشتاین سال ۱۹۰۰ در سیزده سالگی به مدرسه نظامی در پلون در شلسویگ-هولشتاین فرستاده شد. در تعطیلات زمستانه در دربار قیصر ویلهلم دوم به خدمت مشغول می‌گشت. در این مدت بسیار به مطالعه پرداخت و دانش گسترده‌ای در ارتباط با ادبیات و موسیقی کلاسیک کسب نمود. فون مانشتاین در آینده در خاطراتش به شکل خاص‌تری حتی نسبت به جنگ جهانی اول، از این خدمت‌گزاری یاد کرد. سال ۱۹۰۲ راهی دانشسرای عالی نظامی پروس به عنوان اصلی‌ترین دانشسرای آموزش افسران پروسی، در برلین شد. روز ۶ مارس سال ۱۹۰۶ به عنوان افسر محصل در رسته پیاده‌نظام به نیروی زمینی امپراتوری آلمان پیوست و سپس جهت آموزش بیشتر وارد دانشکده نظامی سلطنتی در شلوس‌انگرس شد. فون مانشتاین به عنوان افسر پیاده‌نظام به هنگ ۳ محافظ با اعضای اشرافی ملحق گردید و هشت سال به عنوان افسر جزء در آن خدمت کرد. نخستین مسئولیت او در این یگان آموزش تشریفات، مهارت‌های تیراندازی تاکتیکی و ساخت ابزار صحرایی به سربازان داوطلب بود. از اواخر ماه سپتامبر سال ۱۹۰۸ در جریان مرخصی، یک سفر چهار هفته‌ای با قطار و کشتی به امپراتوری عثمانی، یونان و ایتالیا صورت داد. فرصت چنین تعطیلات طولانی مدتی با داشتن رابطه دوستی با ویلهلم دیتریش فون دیتفورت که پدرش آموزگار نظامی در نیروی زمینی امپراتوری عثمانی در استانبول بود، برای او حاصل گشت. ماه ژوئیه سال ۱۹۱۱ آجودان گردان فوسیلیر هنگ خود شد. روز ۱۹ اکتبر سال ۱۹۱۳ جهت آموزش سه ساله ستاد کل به دانشکده جنگ در برلین فرستاده شد. سرهنگ دوم شولتسندورف، فرمانده گردان فوسیلیر هنگام رفتن، او را «بهترین آجودانی که داشته‌ام» توصیف نمود. تنها یک سال از دوره آموزشی او گذشته بود که جنگ جهانی اول آغاز شد. بعدها هیچ توصیفی از روزهایی که در دانشکده جنگ گذرانده بود در خاطراتش نیاورد.

#### جنگ جهانی اول
با آغاز جنگ جهانی اول و بسیج نیروها در روز ۲ ماه اوت سال ۱۹۱۴، تمامی دانشجویان فرمان یافتند به یگان‌های خود بازگردند. با بازگشت به محل خدمت، به عنوان آجودان هنگ ۲ محافظ ذخیره از لشکر یکم محافظ ذخیره برگزیده شد. با درجه ستوان یکمی در ابتدا در بلژیک خدمت نمود و در نبرد مارن و تصرف نامور حضور یافت سپس به همراه این یگان به پروس شرقی منتقل شد و نخستین تجربه زرمی خود را در مقابل روس‌ها کسب کرد. ماه اکتبر در پیشروی به سمت ورشو حضور داشت تا این که ضد حمله دشمن نیروهای کم شمار آلمانی را عقب راند. ماه نوامبر در جریان عقب‌نشینی در غرب کراکوف مجروح شد. فرایند بازیابی او شش ماه به طول انجامید. پس از بازگشت به خدمت در سال ۱۹۱۵، به عنوان یک افسر ارشد ابتدا در لهستان و سپس در صربستان به انجام وظیفه پرداخت. به جهت عملکردش در این موقعیت مفتخر به دریافت نشان درجه یک صلیب آهنین شد. ماه آوریل سال ۱۹۱۶ راهی فرانسه گشت تا در ناحیه وردن و سپس در ناحیه سم به عنوان افسر ستاد مشغول به خدمت گردد. با وجود این که آموزش افسر ستاد کل را به شکل کامل ندیده بود، سال ۱۹۱۷ به عنوان افسر عملیات لشکر چهارم سواره‌نظام در کورلند و سال بعد در جایگاه مشابهی در لشکر دویست و سیزدهم پیاده‌نظام در جبهه غربی منصوب شد. لشکرهای آلمانی رئیس ستاد نداشتند؛ بنابراین افسر عملیات ارشدترین افسر در ستاد آن‌ها به حساب می‌آمد. چنین جایگاهی معمولاً به یک سرگرد یا سروان باسابقه با تجربه بیشتری نسبت به او با سن ۲۷ سال اعطا می‌گردید. قرار گرفتن در این جایگاه نشان‌گر به اثبات رسیدن استعداد او بود. در این زمان به عنوان فردی بسیار وفادار به قیصر، با مشاهده سر برتافتن نظامیان از فرمان‌های ویلهلم دوم، همانند «درخشش رعد»، به شدت از از دست رفتن نفوذ قیصر متأثر می‌گشت. به عنوان افسر پیاده‌نظام در تمامی طول جنگ هیچ مقام فرماندهی نیرو دریافت نکرد که برای افسری در درجه او عجیب بود. بیشتر وظایف ستادی او نیز درجه دوم به حساب می‌آمدند. در قیاس با سایر افراد هم رده‌اش که توانستند بعدها به ورماخت بپیوندند، فعالیت جنگی او چندان چشمگیر نبود اما توانست مهارت خود به عنوان افسر ستاد را نشان دهد و جزو رایشسور گردد.

## رایشسور
با امضای پیمان آتش‌بس، ماه فوریه سال ۱۹۱۹ به برسلاو فرستاده شد تا در تشکیل رایشسور صد هزار نفری مشارکت کند. تا سال ۱۹۲۱ در یگان مرزبانی حدود شرقی آلمان با لهستان خدمت نمود. فون مانشتاین هیچگاه به فرای‌کور یا هر گروه شبه‌نظامی دیگری نپیوست. با ساقط‌سازی دولت جمهوری مخالف بود و با کودتاگران همکاری نکرد. گفته می‌شود با وجود کاستی در بینش مربوط به مسائل تاریخی و اوضاع کشورهای خارجی، در این زمان درک بهتری در ارتباط با حقایق سیاسی نسبت به افسران هم‌عصر خود داشته است. در نهایت ماه اکتبر سال ۱۹۲۱ پس از ۱۵ سال خدمت، نخستین مقام فرماندهی در گروهان ۶ هنگ ۵ پیاده‌نظام در آنگرمونده به فون مانشتاین محول گشت. پس از گذراندن دو سال در مسئولیت فرماندهی، مجدداً به وظایف ستادی بازگشت. با ورود به «دفتر نیرو» (عنوان پوششی برای ستاد کل) در مناطق نظامی شماره ۲ در اشتتین و ۴ در درسدن به فعالیت پرداخت و سپس مدرس دوره افسران برای ستاد کل شد. یکی از شاگردانش سال‌ها بعد فون مانشتاین را «بسیار سختگیر و در عین‌حال همواره مؤدب» توصیف کرده است. بین سال‌های ۱۹۲۷ تا ۱۹۲۹ در ستاد فرماندهی پیاده‌نظام ۴ در ماگدبورگ خدمت نمود. ماه اکتبر سال ۱۹۲۹ به بخش عملیات‌ها و برنامه‌ریزی در دفتر نیرو منتقل شد. فون مانشتاین در این جایگاه مسئول توسعه طرح‌های بسیج و آماده‌سازی مطالعات توسعه تسلیحاتی بود. در طرح ارائه شده توسط او که مورد پذیرش واقع گشت، از طریق باز سازماندهی و جابه‌جایی یگان‌ها بین لشکرها، تعداد لشکرهای نیروی زمینی سه برابر می‌شد. بدین ترتیب به عنوان یک تازه‌وارد به وزارت دفاع، توانست آرای خود را به کرسی بنشاند و بر مقاومت بروکراتیک سنتی فائق آید. به گفته خودش از این زمان به بعد سخنانش شروع به گرفتن وزن بیشتری در بخش عملیات‌ها کرد. فون مانشتاین ماه آوریل سال ۱۹۳۱ به درجه سرهنگ دومی ترفیع یافت. تابستان همان سال در همراهی رئیس دفتر نیرو، سفری به اتحاد شوروی انجام داد و از یگان آموزش زرهی در کازان و همچنین تأسیسات نظامی شوروی در مسکو، کی‌یف و خارکوف دیدن به عمل آورد. سفر دیگری نیز سال بعد به شوروی انجام داد. همانند سایر خارجی‌ها، در این سفرها به‌دقت از برخورد او با مردم جلوگیری می‌شد و تنها می‌توانست با افسرانی که مقرر شده بود ملاقات نماید. ماه اکتبر سال ۱۹۳۲ فرماندهی گردان ۲ یگر هنگ ۴ پیاده‌نظام در کولبرگ به فون مانشتاین سپرده شد. بعدها از دوره ۱۶ ماهه فرماندهی این یگان به عنوان یکی از بهترین سال‌ها یاد کرد.

## ورماخت

### دفتر نیرو و ستاد کل
پس از به قدرت رسیدن آدولف هیتلر، هنگام شکل‌گیری لوفت‌وافه، فون مانشتاین از طرف ورنر فون بلومبرگ، وزیر جنگ در کنار والتر وور جهت ریاست ستاد کل نیروی هوایی به هرمان گورینگ، فرمانده این نیرو پیشنهاد گردید که در نهایت وِوِر بدین منظور برگزیده شد. روز ۱ فوریه سال ۱۹۳۴ به ستاد کل بازگشت و رئیس ستاد منطقه نظامی شماره ۳ در برلین شد. فون مانشتاین روز ۲۱ فوریه با نوشتن نامه‌ای، رسماً نسبت به وضع قوانین نژادپرستانه در رایشسور اعتراض کرد. گفته می‌شود تنها افسر آلمانی بود که دست به چنین عملی زده است. نامه خود را به لودویگ بک، رئیس دفتر نیرو ارسال کرد و او آن را به وزارت دفاع فرستاد. با رسیدن خطابه به دستش، فون بلومبرگ اعلام کرد اقدامات انضباطی علیه فون مانشتاین انجام خواهد گرفت اما با دخالت ورنر فون فریچ، فرمانده نیروی زمینی، مسئله فیصله پیدا کرد و از عواقب منفی آن رهایی یافت. به هر صورت انگیزه فون مانشتاین از این اقدام تک‌بعدی و اعتقاد به مستثنی بودن نیروی زمینی از قواعدی که خارج از آن وضع شده است، بود. نوشته‌های دیگر او نشان‌گر تأیید عمومی این قواعد نژادپرستانه و ابراز کننده آرای شدید ضدیهودی است.
فون مانشتاین در این مدت به اقدامات سرهنگ هاینتس گودریان در فرماندهی نیروهای موتوریزه علاقه‌مند شد و با او رابطه دوستی برقرار کرد. ماه ژوئیه سال ۱۹۳۵ با درجه سرهنگی به ریاست بخش عملیات‌های ستاد کل نیروی زمینی برگزیده شد و وظیفه طرح‌ریزی جنگی در مقابل فرانسه یا چکسلواکی را یافت. بدین منظور «مورد قرمز» را جهت دفاع از منطقه رور آماده و توصیه ساخت استحکامات گسترده در مرز با فرانسه را ارائه نمود. با وجود این که فون مانشتاین از نظریه لشکر زرهی گودریان پشتیبانی می‌کرد، با توجه به این که بیشتر قوای نیروی زمینی آلمان را لشکرهای پیاده‌نظام تشکیل می‌داد، نظر گودریان را که پیاده‌نظام را «پشمینه‌پوش» ساده می‌دید، یک جانبه تلقی می‌نمود. فون مانشتاین با درک این مسئله که غالب قوای نیروی زمینی همچنان لشکرهای پیاده‌نظامی باقی خواهند ماند و می‌بایست جهت امور تهاجمی آموزش داده شوند و آگاهی از این که جنگ آینده یک جنگ تحرک با پیشروی سریع پیاده‌نظام و تانک‌ها با نیاز به پشتیبانی توپخانه خواهد بود، ایده توسعه «توپ تهاجمی خودکششی» با هویتزر ۷۵ میلی‌متری با بدنه تانک را جهت تأمین آتش پشتیبانی مستقیم برای لشکرهای پیاده‌نظام مطرح ساخت. پیشنهاد کرد هر لشکر پیاده‌نظام تا سال ۱۹۴۰ به یک گردان توپ تهاجمی تجهیز شود. این یگان به جای عمل مستقل، تحت فرماندهی رسته توپخانه قرار می‌گرفت. با وجود این که طرح لشکر زرهی گودریان بیشتر مورد اقبال قرار گرفت، طرح فون مانشتاین نیز نقشی حیاتی در جنگ جهانی دوم ایفا نمود.
فون مانشتاین طرح عملیاتی وینترئوبونگ را جهت ورود مجدد نیروهای آلمانی به منطقه رایلانت آماده کرد که پس از اجرای آن و با انفعال فرانسه و بریتانیا، به یک پیروزی بزرگ سیاسی برای هیتلر بدل گشت. ماه اکتبر سال ۱۹۳۶ به درجه سرتیپی ترفیع یافت و به مقام معاونت رئیس ستاد کل نیروی زمینی منصوب گشت. در این جایگاه به عنوان شخص دوم ستاد کل، از نزدیک درگیر گسترش سریع و باز سازماندهی ورماخت بود و بسیار جلوتر از لودویگ بک، رئیس ستاد کل نیروی زمینی، به شدت از روش‌ها و تجهیزات نوین دفاع می‌کرد. فون مانشتاین یکی از کلیدی‌ترین اشخاص در آماده‌سازی نسخه نخست «مورد سبز»، طرح تهاجم به چکسلواکی و «طرح ویژه اوتو»، جهت سلطه بر اتریش به حساب می‌آمد.

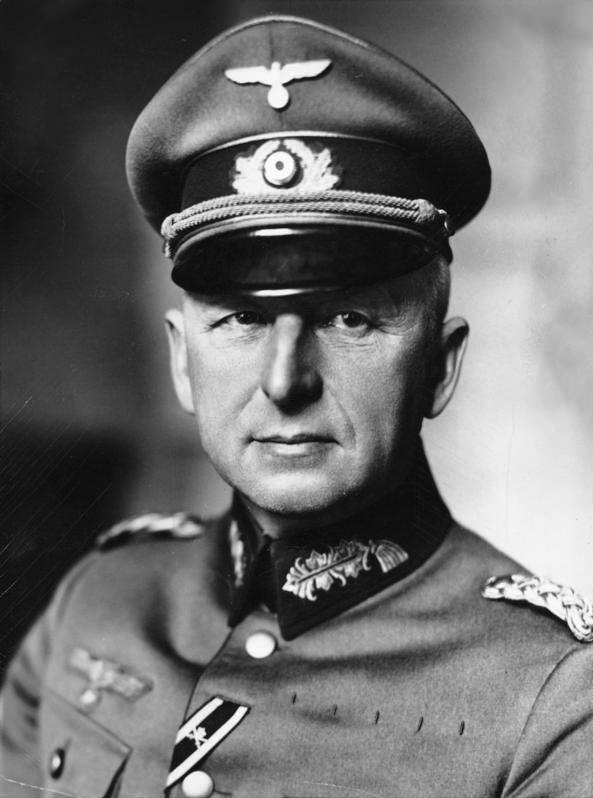
با درجه سرتیپی، ۱۹۳۸

با توجه به رابطه نزدیک او با بِک و فون فریچ، پای فون مانشتاین سال ۱۹۳۸ به مسئله بلومبرگ-فریچ کشیده شد و هنگامی که این دو تن توسط حاکمیت کناره نهاده شدند، او نیز از مقام خود در ستاد کل عزل گردید. با این وجود، به سبب این که از ابراز انتقادات خود به صورت علنی خودداری می‌نمود، با خوش‌اقبالی از خدمت فعال در ورماخت محروم نگشت و به فرماندهی لشکر هجدهم پیاده‌نظام در لیگنیتس گمارده شد. پیش از این، با وجود این که هیچ معاون ستاد کلی مستقیماً به ریاست این ستاد نرسیده بود، انتظار می‌رفت او جانشین بِک شود. به هر حال، سپهبد فرانتس هالدر، جانشین او در مقام معاونت، با ایجاد یک استثنا، از پیش برای ریاست ستاد کل برگزیده شده بود. بنابر درخواست بِک، فون مانشتاین چند هفته بیشتر در ستاد کل ماند تا به هالدر فرصت داده شود با وظایف جدیدش آشنا گردد. در نهایت پس این مدت، به سردی محل کار خود را با تحویل دادن کلیدهای گاو صندوق و گفتن این جمله به هالدر که «بگیر! می‌توانی هر چه درون آن است را بخوانی. خداحافظ» ترک کرد. روابط این دو تن همواره حتی پس از جنگ تنش‌آلود باقی ماند. پس از این ماجرا، با تلخ کامی خانه خود در برلین را فروخت و به خانواده‌اش گفت دیگر هیچگاه به پایتخت باز نخواهد گشت. فون مانشتاین احساس می‌کرد هیتلر مسئول این مسئله نیست؛ چرا که پیشوا او را بسیار اندک می‌شناخت؛ بلکه عزل خود را در پی توطئه فون بلومبرگ یا ویلهلم کایتل می‌دانست. با این حال، با این وجود که هیتلر هیچگاه با او دیدار نکرده بود، مسلماً می‌دانست معاون ستاد کل چه کسی است. پس از جنگ با شگفتی از زبان سرهنگ فون بِلو، آجودان نیروی هوایی هیتلر، شنید که خود بک درخواست عزل و جایگزینی او با هالدر را کرده بود؛ چرا که هالدر را قابل اتکا تر می‌دیده است. فون بلو در نوشته‌های خود آورده است که به فون مانشتاین گفت هیتلر می‌خواسته او را به عنوان جانشین بِک تعیین کند اما چون والتر فون براوخیچ، فرمانده جدید نیروی زمینی، او را بسیار جوان می‌دانسته و از پیش هالدر را انتخاب کرده بوده و از طرفی هیتلر قصد نداشته اختیارات فون براوخیچ را خدشه‌دار کند، این اتفاق نیفتاده است. فون مانشتاین پس از شنیدن این سخنان با انکار اولیه، در نهایت موضوع و شکل دخالت هیتلر را پذیرفت.

### لشکر هجدهم پیاده‌نظام
فون مانشتاین به صورت طبیعی در مقام فرماندهی یک لشکر دیگر نمی‌توانست از اتفاقات درون حیطه اختیارات فرماندهی عالی آگاه شود. بعدها در نوشته‌های خود دوره فرماندهی لشکر هجدهم پیاده‌نظام را که در آن به درجه سرلشکری ترفیع یافت، «لذت‌بخش» توصیف کرد. در هنگام ورود او این لشکر به عنوان یکی از یازده لشکر تازه ایجاد شده در سال ۱۹۳۴، در شرایط توان کامل سازمانی خود قرار نداشت. فرصت اندکی پیش از آغاز مورد سبز در ۳۰ سپتامبر سال ۱۹۳۸، جهت آماده ساختن این لشکر در اختیار فون مانشتاین بود. مقرر شد لشکر او در قالب ارتش دوم استحکامات مرزی چکسلواکی را مورد حمله قرار دهد اما در نهایت نتیجه کنفرانس مونیخ موجب لغو تهاجم آلمان گشت.

فون مانشتاین روز ۲۰ آوریل سال ۱۹۳۹ در یک سخنرانی به مناسبت پنجاهمین سالگرد تولد پیشوا برای نیروهای لشکرش به ستایش از هیتلر پرداخت و به آن‌ها گفت:
 … ورماخت در تحسین، تقدیر، عشق و ایمان نسبت به فرمانده عالی ما به تمام مردم آلمان می‌پیوندد. امروز ما خدا را شکر می‌کنیم که موهبت چنین پسر آلمانی را به مردم آلمان بخشیده است. … خدا فعالیت‌های او به عنوان پیشوای رایش را مبارک گردانده است! … ما همواره دستاوردهای پیشوا به عنوان نقاط عطف در راه رایش کبیر آلمان را به یاد خواهیم داشت. … ما او را در عشق بی‌پایان به مردمش و باور تزلزل ناپذیر به سرنوشت آلمان دنبال خواهیم کرد. … ما سربازان به پیشوایمان سوگند می‌خوریم که هر مانعی در این راه را از میان برخواهیم داشت.
کمتر فرمانده‌ای در ورماخت در این هنگام چنین صفات عالی در نطق‌های خود به هیتلر نسبت می‌داد. این در حالی است که فون مانشتاین بعدها در خاطراتش سعی در بری جلوه دادن خود از هیتلر داشت و در موارد مختلف او را تخطئه کرد. چنین اقداماتی از جانب فون مانشتاین که هیچگاه یک حامی متعصب ناسیونال سوسیالیسم به حساب نمی‌آمد، را از سر «جاه‌طلبی» او دانسته‌اند.

### ریاست ستاد گروه ارتش جنوب
فون مانشتاین پس از مدت کوتاهی حضور در چکسلواکی، به منظور مورد سفید، عملیات تهاجم آلمان به لهستان، به ریاست ستاد گروه ارتش جنوب به فرماندهی ارتشبد گرت فون روندشتت انتخاب گردید. سرهنگ گونتر بلومنتریت که پس از بسیج افسر عملیات این گروه ارتش شد، از اندک دوستان نزدیک او بود. رابطه بین این دو تن در قرارگاه ارتش دوم در زمان مسئله چکسلواکی پدید آمده بود. با توجه به این که قرارگاه گروه ارتش جنوب در زمان صلح وجود نداشت و قرار بود در صورت بسیج عمومی برقرار شود، گروه کوچکی در ۱۲ اوت سال ۱۹۳۹ در ناحیه آموزشی نویهامر به رهبری بلومنتریت تشکیل گردید تا اقدامات لازم در رابطه با فرمان عملیاتی را انجام دهد. به همراه بلومنتریت بر روی طرح استقرار نیروهای گروه ارتش در سیلزی، مراویای شرقی و بخش‌هایی از اسلواکی کار کرد. روز ۱۹ اوت، به همراه فون روندشتت، فرمان به حضور در کنفرانسی در اوبرزالتسبرگ در ۲۱ اوت دریافت نمود. در این کنفرانس فرماندهان و رؤسای ستاد تمامی گروه ارتش‌ها و ارتش‌ها و همچنین فرماندهان لوفت‌وافه و کریگسمارینه، گزارش‌های خود را به هیتلر ارائه کردند و به سخنرانی او گوش فرا دادند. آگاهی از توافق در حال شکل‌گیری با شوروی در این کنفرانس، «بزرگ‌ترین شگفتی و عمیق‌ترین تأثر» در نزد او بود.

### جنگ جهانی دوم

#### نبرد لهستان
از نوشته‌هایش در کتاب «پیروزی‌های از دست رفته» بر می‌آید که تصور می‌کرده جنگی به پا نخواهد شد و به امید صورت گرفتن اصلاحات عادلانه مرزی، تمایلی هم به آن نداشته است اما به جهت غصب اراضی آلمان و «مثله کردن» سرزمین پدری آلمانی‌ها، بدون قصد از میان بردن کامل آن به عنوان «کشور حائل» میان آلمان و شوروی، حمله به لهستان را موجه می‌دانسته است. به عنوان رئیس ستاد گروه ارتش جنوب در تهاجم به لهستان در موقعیت مناسبی برای مشاهده صورت عملیاتی جدید آلمان در جنگ بود که به زودی بلیتس‌کریگ نام گرفت. در فاصله بیش از ۸۰ کیلومتری از خط مقدم مستقر می‌گشت و با سه ارتش زیر مجموعه با تلفن ارتباط برقرار می‌نمود. وظیفه او هماهنگ ساختن این سه ارتش در مرحله آغازین تهاجم بود که به سرعت بر مدافعان مرزی فائق آمدند به سمت ورشو پیش رفتند. تمامی این مدت را در محیطی اداری سپری کرد و به اذعان خودش تنها مشکل او در آن «سفت جویده شدن سوسیس سرو شده برای افسران» بود.

#### فرانسه

##### اصلاح مورد زرد
دو هفته پس از پایان عملیات در لهستان، قرارگاه فون روندشتت جهت عملیات علیه فرانسه به اراضی غربی انتقال یافت. فون مانشتاین در مسیر به قرارگاه فرماندهی عالی نیروی زمینی در سوسن در جنوب برلین رفت و ۲۱ اکتبر فرمان عملیاتی «مورد زرد» را دریافت نمود. سپس راهی محل جدید استقرار گروه ارتش که به «گروه ارتش آ» تغییر نام داده بود، در کوبلنتس گردید. ستاد گروه ارتش در هتلی مجلل در کرانه رود راین بود. مسئولیت استقرار ارتش‌های دوازدهم و شانزدهم در مرز بلژیک به فون مانشتاین سپرده شد.
فون مانشتاین در همراهی با فون روندشتت و بلومنتریت، با مطالعه طرح عملیاتی مورد زرد، ضمن آگاهی از نقش کم‌رنگ گروه ارتش آ در آن، متوجه گشت این طرح نشان‌گر مفهوم سنتی «نبرد متحرک» آلمان نیست و به یک «نبرد محاصره‌ای» تعیین‌کننده منجر نخواهد شد. فون مانشتاین بیش از همه نسبت به قرار گرفتن تمرکز اصلی بر بلژیک که احساس می‌کرد مورد انتظار متفقین است، معترض بود. فون مانشتاین معتقد بود این طرح به دنبال آغاز کارزازی با پیروزی کامل نیست بلکه قصد دارد با شکست نیروهای دشمن در شمال بلژیک و تسخیر برخی اراضی (در مجاورت کانال مانش) به یک پیروزی جزئی دست یابد. او، در قالب چنین عملیاتی، یک تهاجم بزرگ رو در رو «به زیر دندان متفقین» در بلژیک را پیش‌بینی می‌کرد که به یک نبرد فرسایشی که نمی‌شد آلمان را پیروز آن تصور نمود، می‌انجامید. به زعم فون مانشتاین ممکن بود حمله نیروهای فرانسوی از لورن قوای آلمان را در بلژیک به محاصره بیندازد. فون مانشتاین در قالب مجموعه‌ای از شش یادداشت اقدام به نوشتن طرحی از جانب خود کرد که تصور می‌نمود احتمال موفقیت بیشتری نسبت به طرح فعلی دارد. این طرح یک «نبرد انهدام» حقیقی را به جای یک «پیروزی معمول» پی می‌گرفت. فون مانشتاین معتقد بود برای شکست نیروهای تقریباً برابر دشمن لازم است ورماخت با تهاجم به نقطه‌ای از دشمن که کم‌ترین پیش‌بینی نسبت به آن صورت می‌گیرد، به غافلگیری سطح عملیاتی دست یابد. بدین منظور تمرکز می‌بایست بر مرکز و گروه ارتش آ قرار می‌گرفت. در دید فون مانشتاین بعید به نظر می‌رسید متفقین در حالت دفاعی باقی بمانند؛ در عوض با نیروی زیادی وارد بلژیک می‌شدند. فون مانشتاین معتقد بود فرانسه و بلژیک با این تصور که ناحیه جنگلی و کوهستانی آردن برای گذر ستون‌های پر سرعت زرهی مناسب نیست، نیروی اندکی در آن و پشت آن متمرکز کرده‌اند و می‌پندارند در صورت اقدام آلمانی‌ها برای گذر از آن با همان نیروی اندک تا هنگام استقرار نیروهای ذخیره خود در طول رود موز، آن‌ها را به تأخیر خواهند انداخت.} از این رو غافلگیری دشمن می‌توانست از طریق ارسال چهار لشکر زرهی از راه جنگل‌های آردن جهت گذر از رود موز در سدان به دست آید. فون مانشتاین پیش‌بینی می‌کرد تهاجم غافلگیرانه از راه آردن می‌تواند به اندازه‌ای سریع صورت گیرد که متفقین فرصت نکنند دفاع منسجمی در طول رود موز ایجاد کنند. او یک حمله جناحی بزرگ را مطرح کرد که برخلاف طرح پیشین، به جای حرکت جناح راست نیروها به سمت غرب و جنوب غربی، قوای زرهی آلمان از جناح چپ در جهت شمال غربی یورش می‌بردند. بدین ترتیب، پس از انجام رخنه، یگان‌های زرهی می‌توانستند با عملیات «برش داس»، با رساندن خود به کانال مانش نیروهای اصلی متفقین را در بلژیک به محاصره درآوردند. برش داس دیگری به سمت دیژون در جنوب نیروهای دشمن را در خط ماژینو محاصره می‌نمود. طرح فون مانشتاین بر پایه «قمار» بر سر توانایی قوای زرهی آلمان در گذر پر سرعت از اراضی دشوار آردن پیش از تخلیه نیروهای متفقین از بلژیک بود. این طرح نشان‌گر یک راه‌حل کلاسیک ستاد کل در به‌کارگیری غافلگیری، تمرکز و تحرک برای رسیدن به نتایج قاطع بود. او در طرح خود از مشارکت گودریان که پائیز سال ۱۹۳۹ در کوبلنتس حضور داشت، نیز بهره برد. گودریان با بررسی دقیق نقشه و با دانشی که از جغرافیای منطقه داشت، به فون مانشتاین اطمینان داد طرحش امکان عملیاتی شدن دارد.
این طرح به فرماندهی عالی نیروی زمینی ارائه گشت اما هیچ پاسخی دریافت نکرد. هالدر که از تلاش فون مانشتاین برای تأثیرگذاری در برنامه‌ریزی فرماندهی عالی نیروی زمینی و ارسال متوالی یادداشت‌ها خشمگین شده بود، تصمیم گرفت جهت ساکت و دور کردنش از امور ستادی، او را از ریاست ستاد گروه ارتش آ عزل و ۲۷ ژانویه سال ۱۹۴۰ به فرماندهی سپاه ۳۸ منصوب نماید. این سپاه هنوز شکل نگرفته بود و می‌بایست در اشتتین ایجاد می‌شد. چنین واکشنی از سمت فرماندهی عالی که دست کم یک سپاه زرهی یا یک سپاه آماده رزم را به او نسپرده بود، موجب برافروختگی فون مانشتاین گشت. در خواست او برای فرماندهی یک سپاه زرهی به این بهانه که تجربه کافی بدان منظور را ندارد، شد.
به هر حال با وجود تلاش هالدر برای مطلع نشدن پیشوا از این یادداشت‌ها، در نهایت موضوع از طریق برخی نزدیکان فون مانشتاین به گوش هیتلر رسید. هالدر تلاش زیادی کرد «غیرممکن» بودن طرح فون مانشتاین را به هیتلر اثبات کند. او سعی داشت در ادعای فون مانشتاین مبنی بر گذر سریع از جنگل‌های آردن تشکیک ایجاد نماید و آن را منجر به ایجاد مشکلات بسیار جدی تدارکاتی نشان دهد. در همین حال فون روندشتت کاملاً به امکان‌پذیر بودن طرح فون مانشتاین باور یافت و اصرار بر سنجش بیشتر آن کرد. به پیشنهاد فون روندشتت یک شبیه‌سازی جنگی روز ۷ فوریه در این رابطه در قرارگاه او در کوبلنتس اجرا شد. بررسی دقیق نتایج شبیه‌سازی هالدر را در مخالفتش متزلزل کرد. با اجرای شبیه‌سازی دیگری در روز ۱۴ فوریه هالدر نیز در نهایت امکان‌پذیر بودن طرح فون مانشتاین را تصدیق و به فرماندهی عالی نیروی زمینی توصیه نمود مفهوم عملیاتی آن را اقتباس کند. هیتلر که از اواخر پاییز سال ۱۹۳۹ تفکرات مشابهی در سر داشت و از طرح پیشین هالدر ناراضی بود، فون مانشتاین را ۱۷ فوریه به همراه شش فرمانده ارشد دیگر به ضیافت صبحانه در برلین دعوت نمود. در این زمان فون مانشتاین هنوز از قانع شدن هالدر و همچنین مشابهت نظر هیتلر به وی مطلع نشده بود. پس از گفت‌وگوی خصوصی با فون مانشتاین و شنیدن شرحش، هیتلر تصمیم گرفت این طرح جدید را مورد استفاده قرار دهد و فرمان به ابلاغ آن توسط فرماندهی عالی نیروی زمینی داد.
گفته می‌شود وقوع حادثه مخلن در روز ۱۰ ژانویه که در آن یک هواگرد آلمانی حامل طرح اولیه حمله به کشورهای سفلی مجبور به فرود اضطراری در بلژیک و این طرح برای متفقین افشا شد، بر تصمیم هیتلر در برگزیدن طرح فون مانشتاین مؤثر بوده است. علاوه بر این، زمستان سخت سال ۱۹۳۹ که موجب به تأخیر افتادن آغاز مورد زرد در ماه ژانویه شد، فرصت کافی جهت عمل به طرح پیشنهادی فون مانشتاین را فراهم آورد. به هر صورت طرحی که در نهایت توسط فرماندهی عالی نیروی زمینی تنظیم شد و مورد استفاده قرار گرفت، رادیکال‌تر از آن چیزی بود که فون مانشتاین مطرح کرد. طرح فون مانشتاین در حقیقت در برگیرنده تجمع بسیار زیاد نیروهای زرهی ورماخت در نقطه تمرکز نبود. تصمیم بر این مقدار تمرکز در میانه ماه فوریه توسط خود فرماندهی عالی نیروی زمینی گرفته شد.

##### سپاه ۳۸
فون مانشتاین تا هنگام گرد آمدن نیروهای سپاه، ستاد خود را تشکیل داد و از یگان‌هایش در پومرانی و وارتگائو بازدید نمود. در این مدت «عملیات شروع شده بود و او در خانه نشسته بود» و از فاصله ۷۰۰ کیلومتری در لیگنیتس تنها نبردها را نظاره می‌کرد. سپاه او تا ۱۰ ماه مه آماده شد اما می‌بایست تا ۲۷ مه جهت ورود به میدان نبرد انتظار می‌کشید. فون مانشتاین دو هفته نخست عملیات را در دوسلدورف به سر می‌برد. سپاه او ۱۶ مه به بخشی از ارتش دوازدهم بدل گشت و در مسئولیتی «حوصله سر بر» بر ارسال لشکرهای ذخیره به ارتش تازه‌شکل‌گرفته دوم نظارت می‌کرد. یگان او سپس با قطار به غرب منتقل شد تا به نیروهای لایه دوم عملیات ملحق شود. مدتی به طول انجامید تا این سپاه از بلژیک تا رود سم راهپیمایی کند. روز ۲۷ مه پس از رسیدن به آمیِن در خطی به طول ۴۸ کیلومتر در کرانه رود موضع گرفت. سپاه فون مانشتاین این بار تحت امر ارتش چهارم به فرماندهی ارتشبد گونتر فون کلوگه قرار گرفت و موظف به حفظ گذرگاه‌ها در آبویل و آمین شد. فون مانشتاین بسیار مایل بود این گذرگاه‌ها را گسترش دهد اما فون کلوگه به او دستور داد تا هنگام رسیدن نیروهای بیشتر آلمانی به رود، در حالت دفاعی باقی بماند. بعدها در این باره نوشت: «نقش من در نبرد حقیقی به اندازه‌ای ناچیز بود که به سختی ارزش اشاره کردن دارد.» با این حال در مرحله دوم عملیات از ۵ ژوئن، سپاه تحت امر او با دو لشکر پیاده‌نظام در دو طرف شهر پیکینی در منتهی‌الیه جناح شرقی ارتش چهارم جهت محافظت از جناح چپ سپاه ۱۵ موتوریزه هرمان هوت در نهایت وارد معرکه شد و اقدام به تهاجم به سمت جنوب کرد. سپاه او توانست دو لشکر فرانسوی را عقب براند. پس از دو روز تعقیب دشمن، فون مانشتاین توانست روز ۹ ژوئن بر گذرگاهی بر رود سن در ورون دست یابد. سپاه او نخستین نیروی آلمانی بود که روز بعد از این رود گذر کرد. نیروهای او روز ۱۹ ژوئن خود را به رود لوآر رساندند تا در طی ۱۷ روز ۴۸۰ کیلومتر پیشروی کرده باشند. مشارکت کوتاه اما موفق در طول عملیات در فرانسه سبب شد به درجه سپهبدی ترفیع یابد و مفتخر به دریافت نشان صلیب شوالیه صلیب آهنین گردد. بدین ترتیب طرح عملیاتی او با مقداری تغییرات، زیربنای چیزی که برخی آن را بزرگ پیروزی نظامی آلمانی‌ها می‌خوانند، شد. این طرح با منجر شدن به انهدام قدرتمندترین نیروهای فرانسه و وادار گشتن بریتانیا به تخلیه نیروهای خود از این کشور، به شکل تعیین‌کننده‌ای شرایط لازم برای تسخیر تمامی فرانسه را فراهم آورد. به هر صورت این مسئله در بستر پشتیبانی هیتلر از ایده‌های راهبردی پرریسک جدید حاصل گشت؛ درحالی‌که فرماندهی عالی آلمان پذیرای نوآوری در جنگ نبود.

###### تهاجم به جزیره بریتانیا
در قالب طرح عملیاتی شیر دریایی، برنامه تهاجم آلمان به جزیره بریتانیا که هیچگاه عملی نشد، مقرر گشته بود فون مانشتاین فرماندهی سپاه ۳۶ از ارتش نهم را بر عهده داشته باشد. فون مانشتاین در ابتدا نسبت به اجرای چنین عملیاتی خوشبین بود اما بعدها در نوشته‌هایش پذیرفت آن هنگام توجه کافی نسبت به مشکلات نیروی هوایی و دریایی نداشته است و اذعان داشت حتی در صورت موفقیت تهاجم، بریتانیا از کانادا به جنگ ادامه می‌داد. سپاه او به منطقه بولونیه منتقل شد تا برای تهاجم آماده گردد. بر طبق طرح عملیاتی، این سپاه با ۳۸۰ شناور از بولونیه به بندر «دی» در نزدیکی بکسهیل حمل می‌شد. به هر حال با عدم موفقیت لوفت‌وافه در دستیابی به برتری هوایی بر فراز کانال مانش، عملیات به تعویق افتاد. فون مانشتاین بیشتر پاییز سال ۱۹۴۰ را در پاریس یا خانه خود گذراند.

#### عملیات بارباروسا

##### سپاه ۵۶ موتوریزه

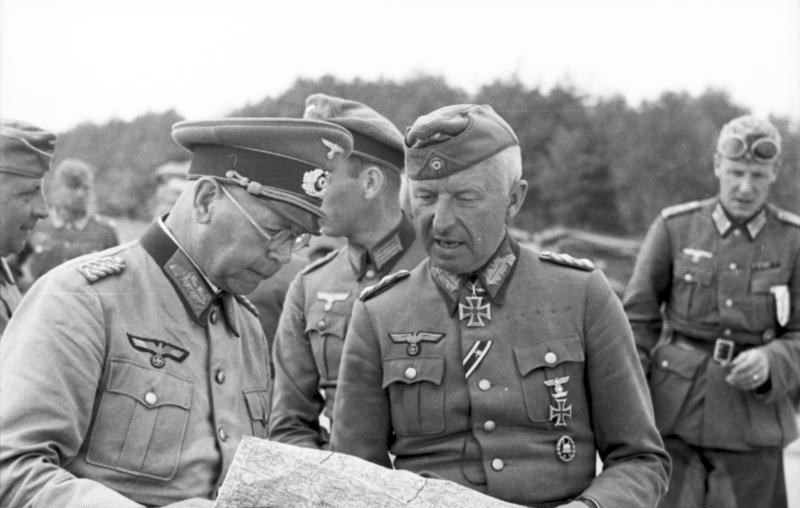
فون مانشتاین (راست) در حال مکالمه با اریش براندنبرگر، فرمان لشکر هشتم زرهی (چپ)، ۲۱ ژوئن ۱۹۴۱

فون مانشتاین ماه فوریه سال ۱۹۴۱، به فرماندهی سپاه ۵۶ موتوریزه که قرارگاه آن در آلمان در حال تشکیل بود، منصوب شد. به گفته خودش به عنوان فرمانده یک سپاه در ارتباط با عملیات بارباروسا و شیوه انجام آن با او مشورت نشد و فرمان عملیاتی یگان او نیز بسیار دیر در ماه مه ابلاغ گردید که در آن نیز صرفاً به مسئولیت‌های گروه زرهی که این سپاه جزو آن بود، پرداخته شده بود. با این حال در سخنرانی ۳۰ مارس پیشوا برای فرماندهان این عملیات حاضر و از شیوه اجرای آن مطلع گشت. به عقیده او هیتلر در تهاجم به شوروی منابع طرف مقابل و کیفیت رزمی ارتش سرخ را دست کم گرفته بود و بدون توجه به عوامل سیاسی به اشتباه انتظار غلبه بر آن تنها در یک عملیات را داشت. مجدداً با «کارشکنی» هالدر، سپاه او بهترین یگان‌های لازم در جهت اجرای وظایف محوله را دریافت ننمود. هنگامی که اعتراض خود از این مسئله را به سرهنگ آدولف هویزینگر، رئیس بخش عملیات‌های فرماندهی عالی نیروی زمینی ابراز نمود، با ابلاغ آن به هالدر پاسخ گرفت «تصمیم در این رابطه توسط فرماندهی گروه ارتش گرفته شده و فرماندهی عالی نیروی زمینی در آن دخالت نخواهد کرد.»
سپاه تحت امر فون مانشتاین در جریان عملیات تهاجم به شوروی، به عنوان بخشی از گروه زرهی ۴ در جناح جنوبی گروه ارتش شمال، تهاجم خود به منطقه بالتیک را از روز ۲۲ ژوئن آغاز کرد. موفقیت‌های بزرگ او در روزهای نخست عملیات سبب شد تمرکز گروه زرهی بر سپاه ۵۶ موتوریزه قرار بگیرد. این سپاه در روز نخست با پیشروی ۸۰ کیلومتری بر گذرگاهی بر رود دوبیسا دست یافت. این پیشروی عمیق‌ترین پیشروی در بین تمامی نیروهای آلمانی در سرتاسر خط مقدم در روز نخست عملیات به حساب می‌آمد. فون مانشتاین که امر فرماندهی سپاه را برای آگاهی کامل از شرایط و همراهی با سربازان تحت فرمانش، مستقیماً از خط مقدم انجام می‌داد، ساعت ۱۶:۲۰ همان روز، از مواضع لشکر هشتم زرهی در این گذرگاه بازدید کرد. نیروهای او روز ۲۶ ژوئن بر دونابورگ در کرانه رود دوینا، مسلط شدند. بدین ترتیب با وجود این که تصرف این شهر برای پس از دو هفته برنامه‌ریزی شده بود، فون مانشتاین این کار را در عرض تنها چهار روز انجام داد و توانست در مجموع در عرض ۱۰۰ ساعت ۳۲۰ کیلومتر پیشروی کند. پیشروی برق‌آسای سپاه ۵۶ موتوریزه شکافی ۱۲۰ کیلومتری بین این نیرو و مابقی یگان‌های آلمانی پشت سر آن ایجاد کرد که منجر به انزوای سه روزه نیروهای فون مانشتاین در دونابورگ شد و او را شخصاً در معرض خطر به اسارت درآمدن قرار داد.
فقدان تجربه مستقیم پیشین از تدارکات نیروهای زرهی باعث شد فون مانشتاین سپاه خود را با حداکثر سرعت به پیش ببرد تا با مصرف ۵۴۵ تن بنزین، سوخت یگان را به پایان برساند و موجب بی‌تحرک شدن سرنیزه زرهی سپاه شود. این حرکت سریع آسیب چندانی به دشمن وارد نیاورد چرا که سپاه او تنها ۵ هزار نفر را به اسارت گرفت و هیچ یگان عمده‌ای را منهدم یا محاصره نکرد. یگان فون مانشتاین روز ۲۸ ژوئن در این موضع زیر ضد حمله سپاه ۲۱ مکانیزه ارتش سرخ با پشتیبانی هواگردهای تهاجمی قرار گرفت. این نخستین مواجهه فون مانشتاین با یک دشمن توانمند در شوروی بود. با وجود طی شدن نیمه راه لنینگراد و میل او بر ادامه دادن به پیشروی سریع، مجموعاً برای شش روز فرمان به توقف این نیروها به جهت رسیدن جناح چپ ارتش شانزدهم داده شد. سپاه ۵۶ موتوریزه با در هم شکستن ضد حملات دشمن، نهایتاً روز ۲ ژوئیه مجوز پیشروی مجدد را دریافت نمود. نیروهای فون مانشتاین تقریباً بلافاصله پس از آغاز مجدد حرکت با مقاومت شدید دشمن مواجه شدند؛ چرا که ارتش سرخ در مدت توقف، فرصت جمع‌آوری قوای ذخیره و بازسازی خط مقدم را یافته بود. با ورود به خاک روسیه، اختلاف نظر بین فون مانشتاین و ارتشبد اریش هوپنر، فرمانده گروه زرهی ۴، بر سر تهاجم انفرادی سپاه ۵۶ موتوریزه به سمت استارایا روسا در مقابل تقویت سپاه ۴۱ موتوریزه، دیگر سپاه گروه زرهی، پدیدار گشت. با برخورد فون مانشتاین به اراضی مردابی و کاهش سرعت آن، هوپنر لشکر سوم پیاده‌نظام موتوریزه را از فون مانشتاین گرفت و به سپاه ۴۱ موتوریزه در جناح شمالی گروه زرهی سپرد. به هر صورت نیروهای سپاه ۵۶ موتوریزه شب ۱۰ ژوئیه توانستند بر اوپوچکا مسلط شوند. هدف فون مانشتاین پس از تصرف نووگورود، قطع خط آهن مسکو-لنینگراد در چودفو بود. در این حال شرایط جغرافیایی منطقه، تغییر مکرر محور تهاجم، فرمان‌های متناقض فرماندهی گروه زرهی و گروه ارتش و افزایش توان دشمن مخصوصاً در جناح جنوب شرقی، مشکلات بیشتری برای فون مانشتاین ایجاد می‌کرد. با محدود شدن به یک جاده اصلی، نیروهای فون مانشتاین در یک خط طولانی آسیب‌پذیر و منزوی نسبت به سایر یگان‌های آلمانی، کشیده شده بودند.
در همین شرایط با تهاجم ارتش یازدهم شوروی به جناحین بدون دفاع سپاه ۵۶ موتوریزه در ۱۵ ژوئیه در شرق سولتسی، لشکر هشتم زرهی این سپاه به محاصره افتاد. فون مانشتاین دستور به اقدام لشکر در خروج از محاصره داد و قادر گشت مقداری حمایت محدود تدارکاتی هوایی برای آن ارسال کند. نهایتاً پس از دو روز مبارزه سنگین و تحمل خسارت فراوان، توانست حصار دور لشکر هشتم زرهی را بشکند. آسیب جدی وارد آمده به این لشکر موجب انتقال آن به نیروهای ذخیره گشت تا سپاه فون مانشتاین بدون قوای زرهی به حرکت خود ادامه دهد. بدین ترتیب با ناتوانی در تکمیل مأموریت خود در گذر از رود لوگا، نبرد سولتسی نخستین شکست فون مانشتاین نام گرفت. پس از این نبرد نیروهای سپاه او برای دو هفته به تنها یک لشکر تقلیل یافت. اوایل ماه اوت دو لشکر سوم پیاده‌نظام موتوریزه و توتن‌کوپف اس‌اس را دریافت نمود تا مواضع دفاعی اصلی دشمن در اطراف شهر لوگا را مستقیماً مورد هجوم قرار دهد. این بار با به محاصره افتادن سپاه ۱۰ در حوالی استارایا روسا، سپاه فون مانشتاین تحت امر ارتش شانزدهم ارتشبد ارنست بوش قرار گرفت و روز ۱۹ اوت مأمور به شکستن این حصر با یک حمله گاز انبری به کمک دو لشکر خود علیه ارتش سی‌وچهارم شوروی شد. با کمک پشتیبانی نزدیک هوایی لوفت‌وافه، حمله او پیشرفت سریعی حاصل کرد و نه تنها ارتباط زمینی با سپاه ۱۰ را مجدداً برقرار ساخت بلکه در همکاری با سایر یگان‌های آلمانی، عناصری از پنج لشکر دشمن را به محاصره انداخت. با پاکسازی محاصره ۱۲ هزار نفر از قوای ارتش سرخ به اسارت سپاه فون مانشتاین درآمدند. در ادامه به دستور فیلدمارشال ویلهلم ریتر فون لیب، فرمانده گروه ارتش شمال، فون مانشتاین در جهت پشتیبانی از حرکت ارتش شانزدهم به سمت دمیانسک، رو به شرق آورد. توصیه فون مانشتاین بر این بود که یگان‌های زرهی گروه ارتش شمال به جای لنینگراد، به سمت مسکو فرستاده شوند.
بدین ترتیب در بیشتر طول دوره دوازده هفته‌ای تهاجم به سمت لنینگراد، فون مانشتاین تنها آرایش‌های پیاده‌نظام را هدایت می‌کرد. عملیات‌های او در لیتوانی و لتونی مشخص ساخت همچنان چیزهای زیادی در ارتباط با مسائل تدارکاتی نیروهای مکانیزه و شناسایی کامل اراضی محدودیت‌آفرین برای آن، می‌بایست بیاموزد. غافلگیری در سولتسی نیز نشان داد فون مانشتاین پیش‌بینی از اقدامات دشمن نداشته است. اشتباهی که می‌توانست در آینده نیز تکرار شود.

##### ارتش یازدهم

###### کریمه
فون مانشتاین روز ۱۲ سپتامبر حوالی دمیانسک از انتصاب خود به فرماندهی ارتش یازدهم در گروه ارتش جنوب مطلع شد. روز بعد راهی موضع یگان جدیدش گشت و روز ۱۷ سپتامبر پس از گذر این نیرو از رود دنیپر، به قرارگاه آن در نیکولایف رسید. این انتصاب در پی کشته شدن ارتشبد اویگن ریتر فون شوبرت، فرمانده پیشین ارتش یازدهم در یک سانحه هوایی، صورت می‌گرفت. با این وجود برخلاف روال معمول ورماخت در ترفیع فرماندهان به درجه متناسب با جایگاهشان بلافاصله یا مدت کوتاهی پس از انتصاب، احتمالاً با دخالت هالدر، درحالی‌که عملکرد پیشینش فون مانشتاین را مستحق این درجه ساخته بود، ترفیع او به درجه ارتشبدی تا ماه مارس سال ۱۹۴۲ به طول انجامید. گفته می‌شود هدف از انتصاب او به مقام فرماندهی ارتش یازدهم با مأموریت سلطه بر شبه‌جزیره کریمه در اراضی عملیاتی محدود، اجتناب از مشارکت او در عملیات‌های بزرگ ضمن اقناع انتظار دریافت فرماندهی در این سطح بود. بدین ترتیب فون مانشتاین برای ۹ ماه در کریمه «گیر کرده بود». پیشروی سریع در منطقه بالتیک او را به این تصور انداخته بود که سواستوپول را نیز تا پیش از کریسمس تصرف خواهد کرد. او به عنوان متخصص پیشرو در زمینه رزم متحرک، با گرفتاری در نبرد موضعی طولانی کریمه در فضایی کوچک که به مبارزه تن‌به‌تن همانند جنگ جهانی اول تبدیل گشت، ضعیف‌ترین عملکرد خود در طول جنگ را نشان داد.
فون مانشتاین فرماندهی نیروهای جناح منتهی‌الیه جنوبی جبهه شرقی ورماخت را عهده‌دار شده بود. ارتش تحت امر فون مانشتاین در این زمان شامل سه سپاه مجموعاً با ۹ لشکر می‌شد. ارتش سوم رومانی نیز به این ارتش متصل شده بود. فیلدمارشال گرت فون روندشتت، فرمانده گروه ارتش جنوب دو مأموریت اصلی تعقیب نیروهای دشمن به سمت روستوف-نا-دونو در شرق و تصرف کریمه را برای نیروهای او معین ساخت. فون مانشتاین در ابتدا تلاش کرد هر دو مأموریت را به انجام برساند. او سپاه ۵۴ تحت فرماندهی سپهبد اریک هانزن را با سه لشکر موظف به باز کردن ورودی کریمه با سلطه بر باریکه پرکوپ کرد و مابقی لشکرها را راهی ملیتوپول در شرق نمود. هانزن در عرض شش روز مسیری برای خود به کریمه گشود. فون مانشتاین قصد داشت پس از ایجاد رخنه در دفاع دشمن، سپاه ۴۹ کوهستان ورماخت و لشکر موتوریزه لایب‌اشتاندارته آدولف هیتلر اس‌اس با بهره‌گیری از آن وارد کریمه شوند. امید می‌رفت لشکر لایب‌اشتاندارته آدولف هیتلر اس‌اس بتواند با یک حرکت برق‌آسا سواستوپول در جنوب شبه‌جزیره را تسخیر کند. با این حال، این لشکر به دستور فرماندهی عالی به گروه زرهی ۱ ملحق شد. در این وضعیت، حمله ۱۰ تا ۱۳ لشکر تفنگ‌دار جبهه جنوبی شوروی در روزهای پایانی ماه سپتامبر به ارتش سوم رومانی که تحت هدایت عملیاتی فون مانشتاین جناح طولانی چپ ارتش یازدهم را پوشش می‌داد، یک شکاف ۱۵ کیلومتری بین مواضع آن باز کرد. فون مانشتاین برای روحیه دادن به رومانیایی‌ها قرارگاه خود را از حوالی پرکوپ به شمال شرقی منتقل کرد. به دستور فون مانشتاین سپاه ۴۹ کوهستان با چرخش ۱۸۰ درجه‌ای رو به شمال شرقی آورد تا اوضاع را به‌سامان کند. فون مانشتاین شخصاً در چندین مورد در صحنه حضور یافت. با وجود گل‌آلود بودن راه‌ها و کندی حرکت نیروهای فون مانشتاین، مقاومت آلمانی‌ها و ناهماهنگی در نهایت پیشروی نیروهای شوروی را متوقف کرد. دو سپاه گروه زرهی ۱ با یورش از سرپل رود دنیپر در دنیپروپتروفسک از روز ۱ اکتبر، خطوط ارتباطی جبهه جنوبی شوروی را قطع و پس از تصرف ملیتوپول، در نهایت روز ۷ اکتبر در بردیانسک در ساحل شمالی دریای آزوف به نیروهای فون مانشتاین متصل شدند تا ارتش‌های نهم و هجدهم شوروی را به محاصره بیندازند.
با انهدام قوای دشمن در این ناحیه تا اواسط ماه اکتبر، فون روندشتت نیروهای فون مانشتاین را به شش لشکر پیاده‌نظام آلمانی و رومانیایی کاهش داد اما او اجازه یافت تنها بر کریمه متمرکز شود. لشکرهای فون مانشتاین پس از یک نبرد ده روزه اواخر ماه اکتبر وارد کریمه شدند. ابتدا به نظر می‌رسید همه چیز طبق پیش‌بینی پیش می‌رود. تا ماه نوامبر تمامی شهرهای عمده کریمه به‌جز سواستوپول به سلطه نیروهای فون مانشتاین درآمد. پیش‌بینی او در ارتباط با شهر مستحکم سواستوپول نیز نزدیک به تحقق به نظر می‌آمد. فون مانشتاین در تلاش بود پیش از رسیدن نیروی کمکی دشمن از طریق دریا، بر این شهر نیز مسلط شود اما فقدان توپخانه سنگین و پشتیبانی هوایی مانع از آن گشت. از آن جایی که او دیگر هیچ یگان موتوریزه‌ای نداشت، اقدام غافلگیرانه علیه سواستوپول نیز مطرح نبود. شاید حتی اگر یک لشکر مکانیزه در اختیار فون مانشتاین بود که می‌توانست پیش از نیروهای شوروی وارد سواستوپول شود، نبرد در کریمه بسیار زودتر تمام می‌شد. علاوه بر نبود این چنین یگان‌هایی، احاطه شدن سواستوپول با پستی و بلندی‌های جغرافیایی پیشروی به سمت آن را آهسته کرده بود. فون مانشتاین با بسنده به محاصره، دو سپاه ۳۰ و ۵۴ را حوالی سواستوپول مستقر کرد و سپاه تازه دریافت شده ۴۲ را همراه نیروهای رومانیایی مأمور به دفاع از سواحل شرقی کریمه نمود. تا ماه دسامبر ارتش فون مانشتاین تنها نیروی ورماخت در جبهه شرقی در حالت تهاجم بودند. با این حال شرایط تدارکاتی او نیز در وضعیت ضعیفی قرار داشت و توپخانه اندک و نبود پشتیبانی هوایی یورشی منطقی به استحکامات سواستوپول را ممکن نمی‌ساخت. به هر صورت، فون مانشتاین روز ۱۷ دسامبر با شش لشکر تهاجم دیگری را آغاز کرد که با وجود پیشروی‌های نسبی، مجدداً قادر به تصرف شهر نشد تا با تحمل ۸۵۰۰ تن تلفات دوباره به محاصره ادامه دهد.
در این حال، روز ۲۶ دسامبر ارتش پنجاه و یکم شوروی وارد شبه‌جزیره کرچ و ارتش چهل و چهارم آن وارد فئودوسیا شد. فون مانشتاین با دست کم گرفتن خطر عملیات ارتش سرخ، تنها یک لشکر پیاده‌نظام از سپاه ۴۲ تحت امر سپهبد هانس فون اشپونک را جهت محافظت از خط ساحلی به طول بیش از ۱۵۰ کیلومتر اختصاص داد. فون اشپونک نیروهای کوچک‌تر دشمن در کرچ را شکست داد اما با سقوط فئودوسیا و قرار گرفتن نیروهایش در معرض محاصره، درخواست مجوز عقب‌نشینی کرد که با مخالفت فون مانشتاین مواجه گشت. تقاضای مکرر فون اشپونک برای دریافت نیروی کمکی از ارتش یازدهم نیز به جایی نرسید تا با مسئولیت خود از شبه‌جزیره کرچ عقب بنشیند. فون اشپونک با یک راهپیمایی اجباری صد کیلومتری نیروهایش را از خطر محاصره رهایی بخشید و خط مقدم جدیدی در غرب فئودوسیا برقرار ساخت که موجب متوقف شدن دشمن شد. فون مانشتاین که از این اقدام خشمگین شده بود، بلافاصله فون اشپونک را از مقامش خلع کرد. با گزارش این مسئله به مقامات بالا، فون اشپونک درخواست محاکمه نظامی جهت دفاع از خود نمود. هیتلر که از چند هفته پیش هر گونه عقب‌نشینی را ممنوع کرده بود، با پیش‌دستی خود دستور به محاکمه نظامی فون اشپونک داد. فون اشپونک در نهایت در دادگاه نظامی به مرگ محکوم شد اما این حکم با مداخله هیتلر به شش سال حبس تقلیل یافت. فون مانشتاین تلاش کرد باعث لغو حکم فون اشپونک شود که موفق نشد. فون اشپونک در نهایت سال ۱۹۴۴ به دستور هاینریش هیملر اعدام شد. اقدام فون مانشتاین در عزل فون اشپونک در حوزه اختیاراتش و در جهت مسائل انضباطی منطقی بود اما چگونگی گزارش آن موجب این اتفاقات گردید. فون مانشتاین را که درخواست‌های متعدد فون اشپونک برای نیروی کمکی را نادیده گرفته بود، می‌توان شریک در عمل فون اشپونک دانست. خود بعدها در نوشته‌هایش سیر این حوادث را «تراژدی یک فرمانده» خواند.

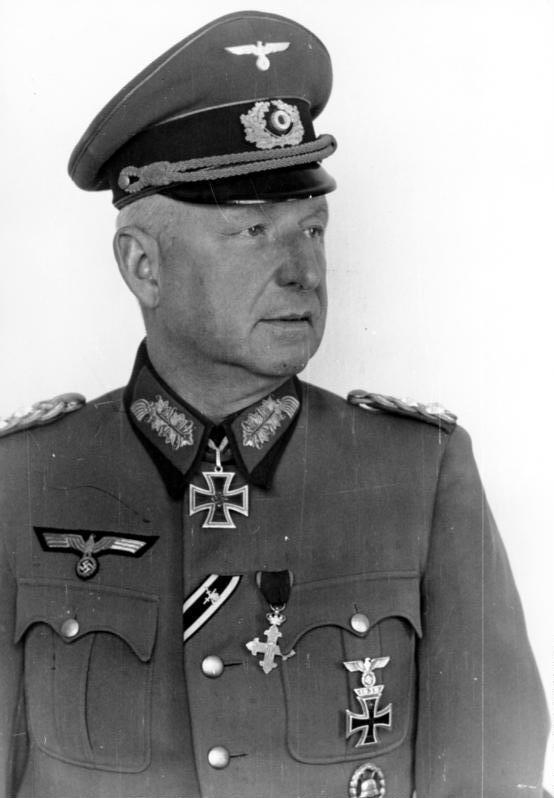
با درجه ارتشبدی، مارس ۱۹۴۲

فون مانشتاین در ادامه سپاه ۳۰ را به کمک سپاه تحت فشار ۴۲ فرستاد و توانست با اجرای یک ضد حمله زمستانی روز ۱۵ ژانویه سال ۱۹۴۲ فئودوسیا را باز پس بگیرد و ۱۶ هزار نفر تلفات به دشمن وارد کند. به هر حال بدین ترتیب آخرین نیروهای ذخیره خود را نیز صرف کرد. بین ماه‌های فوریه تا آوریل با منابعی به شدت ضعیف‌تر، درگیر عملیات دفاعی در دو جبهه بود. رسیدن نیروی کمکی و تدارکات از طریق دریای سیاه به مدافعان امر محاصره سواستوپول را بی‌تاثیر می‌ساخت. نیروهای درون شهر به اندازه‌ای تقویت شدند که در نهایت از نظر عددی به قریب دو برابر نیروهای فون مانشتاین رسیدند. او بین ماه‌های فوریه تا مه سه تهاجم از درون شهر برای شکستن محاصره را دفع کرد. با دریافت لشکر بیست و دوم زرهی در مقابل دفاع آماده دشمن اقدام به حمله به شهر کرد که مجدداً شکست خورد. در این ضد حمله نیز درس دیگری از چگونگی کاربرد نیروهای زرهی گرفت تا متوجه شود بدون پشتیبانی یگان‌های مهندسی، پیاده‌نظام و توپخانه اقدام به رخنه با این نیروها مرگبار خواهد بود و برخلاف پیروزی‌های سال‌های ۴۱–۱۹۴۰، می‌بایست با ترکیب کاملی از جنگ‌افزارهای مختلف بر دفاع آماده دشمن فائق آید. ماه آوریل به دیدار هیتلر در ولفس‌شانتسه در پروس شرقی رفت تا دستورالعمل چگونگی پیشبرد عملیات در سال ۱۹۴۲ را دریافت کند. پیشوا با شنیدن طرح‌های عملیاتی او در ارتباط با دو جبهه‌ای که ارتش یازدهم درگیر آن بود، دستش را نسبتاً باز گذاشت. فون مانشتاین هیتلر را راضی کرد به جهت کمبود تدارکات ضروری تهاجم به شبه‌جزیره کرچ تا ۵ مه به تأخیر بیفتد. پیشوا همچنین وعده پشتیبانی قدرتمند هوایی به او داد.

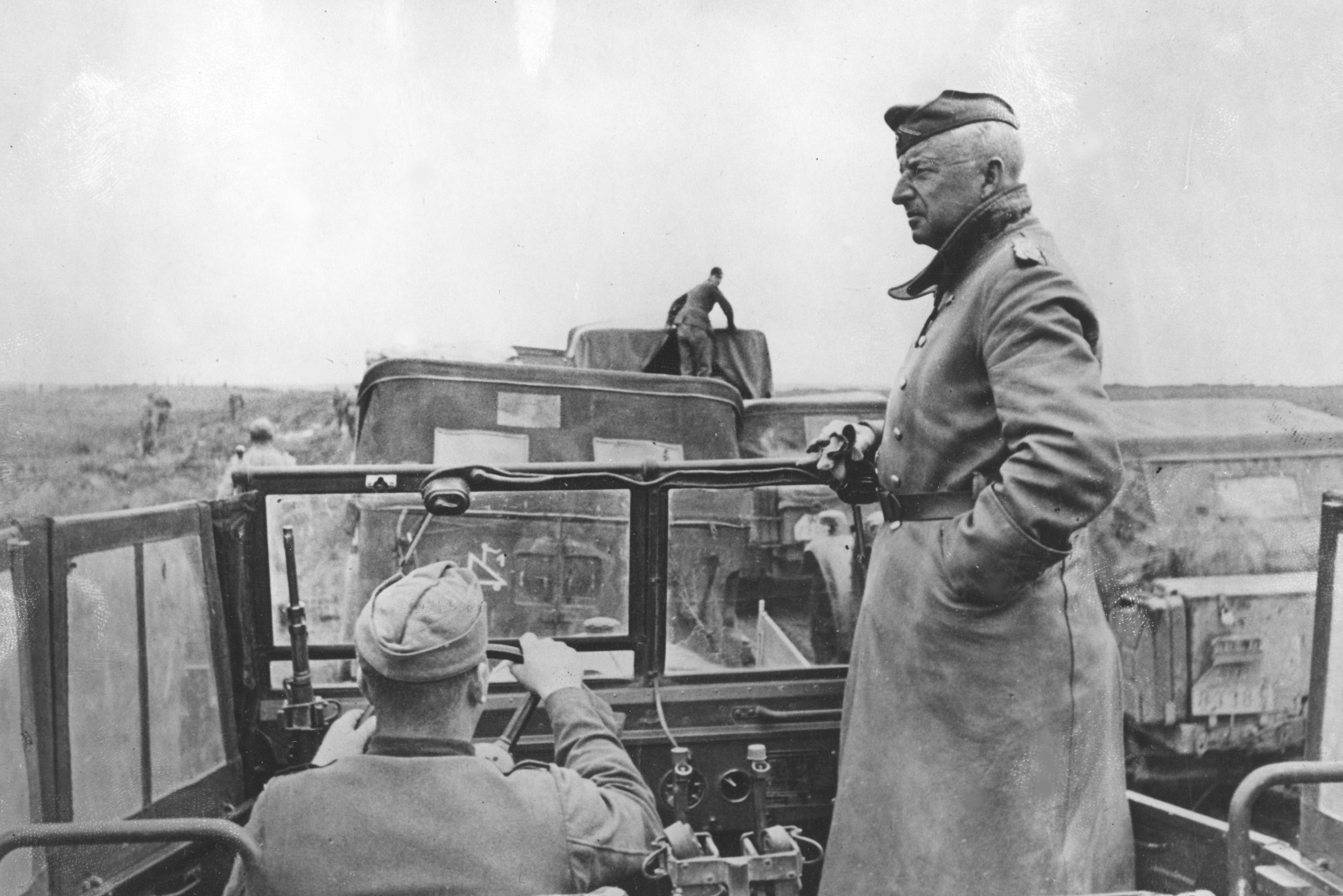
نزدیکی کرچ، مه ۱۹۴۲

ضمن متمرکز ساختن پنج لشکر پیاده‌نظام، یک لشکر زرهی و دو لشکر رومانیایی در مقابل سه ارتش شوروی متشکل از ۲۰ لشکر در شرق کریمه، فون مانشتاین نقطه تمرکز خود در ناحیه شبه‌جزیره کرچ را بر بدترین شرایط جغرافیایی با اراضی مردابی در جنوب خط مقدم که دشمن تصور می‌کرد غیرقابل نفوذ است، قرار داد تا از ۸ مه دست به یکی از خارق‌العاده‌ترین عملیات‌های تهاجمی جنگ جهانی دوم تحت عنوان "عملیات تروپن‌یاگت" بزند. نیروهای او با پشتیبانی گسترده توپخانه و بمب‌افکن‌های شیرجه‌ای، دو لشکر خط مقدم دشمن را در هم کوبیدند و زیر چتر برتری هوایی سپاه ۸ هوایی لوفت‌وافه، در عرض تنها سه و نیم ساعت خط دفاعی آن را شکستند. روز بعد با تهاجم لشکر بیست و دوم زرهی بیشتر نیروهای ارتش پنجاه و یکم شوروی بین آلمانی‌ها و دریای آزوف به محاصره افتادند. فون مانشتاین به سرعت با پیش بردن پیاده‌نظام، شبه‌جزیره کرچ را مجدداً به تصرف درآورد؛ درحالی‌که مابقی نیروهایش قوای به دام افتاده شوروی را پاکسازی کردند. بدین ترتیب فون مانشتاین توانست در عرض فقط یک هفته سه ارتش شوروی را منهدم کند؛ درحالی‌که تنها ۳۴۰۰ تن از نیروهای خود را از دست داده بود.
اواخر ماه مه فون مانشتاین برای بازرسی از سواحل جنوبی کریمه سوار بر یک قایق اژدرافکن کوچک ایتالیایی بود که این شناور مورد حمله دو جنگنده دشمن قرار گرفت. به او آسیبی نرسید اما گروهبان فریتس ناگل، دستیار و راننده دیرینه‌اش در جریان این حمله کشته شد. فون مانشتاین از این حادثه بسیار متالم و شخصاً در مراسم تدفین نظامی او حاضر شد.
فون مانشتاین پس از اتمام کار در شرق، مجدداً رو به غرب و سواستوپول آورد. در جریان "عملیات اشتورفانگ" از ۲ ژوئن ابتدا با ۹۰۰ توپ متوسط و سنگین برای ۵ روز مواضع دفاعی دشمن و با سپاه ۸ هوایی بندرگاه را گلوله‌باران کرد. سپس دوباره حمله خود به شهر را با سپاه ۵۴ آغاز نمود. نیروهای او ۷ ژوئن در خطوط شمالی دشمن نفوذ نمودند. همزمان سپاه را مأمور به یورشی حمایتی در قسمت جنوبی ساخت. نیروهای رومانیایی ارتش یازدهم را به حفاظت از بخش نسبتاً آرام مرکزی اختصاص داد. کاملاً روشن بود که این عملیات نبردی فرسایشی خواهد بود و طرفی پیروز خواهد شد که با صرف مقدار زیادی از مهمات و پیاده‌نظام، اثربخشی رزمی خود را برای مدت طولانی‌تری حفظ کند.
فون مانشتاین سعی کرد با عوامل دیگری همچون اختصاص دو گردان مهندسی به هر لشکر تهاجمی و به‌کارگیری سه گردان توپ تهاجمی این اثربخشی را افزایش دهد. سیر اولیه تحولات را از یک موضع پوشیده دیده‌بانی زیر نظر داشت اما به جهت تهدید مداوم تک‌تیراندازها و آتش خمپاره‌اندازهای دشمن دیدار چندانی از خط مقدم به عمل نیاورد. در این زمان دیگر تمایلی به راهبری از خط مقدم نداشت و ترجیح می‌داد از یک مرکز فرماندهی ثابت فرماندهان سه سپاه، توپخانه و پشتیبانی هوایی خود را هماهنگ کند. با ابراز صریح بی‌اعتمادی نسبت به نیروهای رومانیایی، رابطه او با سرلشکر گئورگ آورامسکو، فرمانده سپاه کوهستان رومانی رو به وخامت گذاشت. با این حال عملکرد خوب این نیروها در مراحل نهایی نبرد، نشانگر عدم صحت بدگمانی فون مانشتاین بود.
تا میانه ماه ژوئن نیروهای فون مانشتاین پیشرفت قابل ملاحظه‌ای داشتند اما یگان‌های پیاده‌نظام به شدت آسیب دیده بودند. مهمات بیشتر توپ‌های سنگین رو به پایان و سپاه ۸ هوایی در حال انتقال به شمال جهت پشتیبانی از عملیات مورد آبی بود. تصمیم گرفت بیش از آن که تهاجم از حرکت بازایستد با دست زدن به قمار روز ۲۹ ژوئن نیروهای سپاه ۲۴ را به کمک قایق‌های تهاجمی در حمله غافلگیرانه شبانه از خلیج سرورنایا در شمال شهر بگذراند و همزمان سپاه ۳۰ تهاجمی از شرق صورت دهد. هر دو حمله به موفقیت دست یافتند و مدافعان شوروی را وادار به آغاز تخلیه شهر نمودند. نیروهای او در نهایت ۱ ژوئیه سال ۱۹۴۲ وارد سواستوپول شدند و در عرض سه روز تمامی هسته‌های مقاومت باقیمانده را از بین بردند. در جریان تلاش برای تصرف کریمه در نبردی ۹ ماهه و تقریباً مستقل از سایر نیروهای ورماخت در شوروی، چهار ارتش دشمن را منهدم و ۳۶۰ هزار نفر تلفات به آن وارد ساخت. در پی این پیروزی «خیره‌کننده» روز ۱ ژوئیه توسط هیتلر به درجه فیلدمارشالی نائل آمد.

###### لنینگراد
پس از این نبرد زمانی که ارتش یازدهم در حال باز سازماندهی و تجدید قوا بود، فون مانشتاین چند هفته را در مرخصی در رومانی گذراند. فون مانشتاین مایل بود ارتش یازدهم به عنوان ذخیره راهبردی تهاجم تابستانه ورماخت در سال ۱۹۴۲ در مناطق جنوبی باقی بماند؛ با این حال هنگام بازگشت از رومانی متوجه شد این ارتش جهت مشارکت در تصرف لنینگراد، به گروه ارتش شمال پیوسته است. در راه مناطق شمالی، با توقف در وینیتسیا با هالدر دیدار کرد. در این دیدار هالدر به او ابراز داشت که با چگونگی پیشبرد جنگ توسط هیتلر مخالف است. هالدر چند هفته بعد از مقام خود کنار نهاده شد. گفته می‌شود هیتلر جایگزین کردن فون مانشتاین در جایگاه هالدر در ریاست ستاد کل نیروی زمینی را در این زمان از نظر گذرانده است اما در نهایت سرتیپ کورت سایتسلر بدین منظور برگزیده شد.
فون مانشتاین که خود را در رزم محاصره به اثبات رسانده بود، انتخابی منطقی برای پایان دادن موفقیت‌آمیز به محاصره یک ساله لنینگراد به نظر می‌رسید. هنگامی که روز ۲۷ اوت به جبهه لنینگراد رسید عملیات‌های متحرک مدت‌ها پیش جای خود را به رزم موضعی در این ناحیه داده بود. مشکلات ترابری سبب شد انتقال تمام نیروهای او در ارتش یازدهم دو ماه به طول بینجامد. با توجه به تجربیاتی که در سواستوپول به دست آورده بود، این بار نسبت به وفوق در مأموریت خود شک داشت. می‌دانست که نبرد فرسایشی شهری در مکانی که ۲۰۰ هزار نفر از قوای دشمن از آن دفاع می‌کنند، آسیبی جدی به ارتش او وارد خواهد آورد. از طرفی گروه ارتش شمال یگان‌های مهندسی، توپخانه، توپ‌های تهاجمی، پشتیبانی هوایی و حتی مهمات کافی جهت اجرای تاکتیک‌های مشابه آنچه در سواستوپول اجرا شد، در اختیار نداشت. او که خواهان یک پیروزی شکست‌آمیز نبود، طرح عملیاتی "نوردلیشت" را آماده کرد. در یک عملیات متهورانه قصد داشت از پنج لشکر پیاده‌نظام خود با پشتیبانی تمامی توپخانه در دسترس در رخنه به خطوط استحکامات جنوب لنینگراد استفاده کند و سپس با یک تهاجم شبانه از رود نوا بگذرد. طبق این طرح پس از حصول سر پل، یک لشکر زرهی و چهار لشکر پیاده‌نظام دیگر با گذر از رود، ارتش پنجاه و پنجم شوروی را به محاصره درآورده و به سمت شمال پیش می‌رفتند تا خط آهن اوسینووتس را قطع کنند. فون مانشتاین می‌پنداشت اگر بتواند خطوط تدارکاتی لنینگراد بر روی دریاچه لادوگا را سد کند شهر به سرعت به زانو درخواهد آمد و مبارزه پر خسارت بر سر آن قابل اجتناب است.
با اطلاع یافتن شوروی از این آماده‌سازی، ارتش سرخ دست به ضد حمله گسترده‌ای از دو جهت برای بهم ریختن آن زد. تهاجمی که تنها قصد دفع نیت آلمانی‌ها را داشت، به گونه‌ای پیش رفت که در حال باز کردن یک راه زمینی به لنینگراد در ارتفاعات سیسیاوینو بود. هیتلر با نگرانی از شکسته شدن محاصره شهر، فون مانشتاین را به فرماندهی تمامی نیروهای حوالی این ارتفاعات منصوب کرد و خواهان از بین بردن پیشروی دشمن به کمک بخشی از لشکرهای طرح پیشین شد. فون مانشتاین ضمن اختصاص دو لشکر جهت سد کردن پیشروی بیشتر دشمن، روز ۲۱ سپتامبر با تهاجم گازانبری به کمک شش لشکر دیگر بخش‌هایی از دو ارتش شوروی را به محاصره انداخت. سه هفته بعدی را صرف انهدام این منطقه تحت محاصره کرد. تا میانه ماه اکتبر ارتش یازدهم تحت امر او منطقه را پاکسازی و ۱۲ هزار نفر را به اسارت گرفت درحالی‌که خود نیز متحمل ۱۰ هزار تن تلفات شد. بدین ترتیب گروه ارتش شمال تصمیم به به‌تعویق انداختن عملیات نوردلیشت تا آماده‌سازی مجدد نیروها گرفت.

#### گروه ارتش دن
به دنبال تهاجم ماه نوامبر سال ۱۹۴۲ شوروی و به محاصره افتادن ارتش ششم آلمان در استالینگراد، روز ۲۰ نوامبر یگان جدیدی تحت عنوان گروه ارتش دن با شمول ارتش ششم با مأموریت شکستن این محاصره ایجاد و فرماندهی آن به فون مانشتاین سپرده شد. بدین شکل فون مانشتاین برای نخستین بار مستقیماً تحت امر هیتلر قرار گرفت. فون مانشتاین در این جایگاه بیش از هر فرمانده دیگری در سطح او با هیتلر دیدار می‌کرد. در این دیدارها، برخلاف چندین تن از فرماندهان ارشد دیگر، هیچگاه مورد پرخاش هیتلر قرار نگرفت. هیتلر عصبانیت خود نسبت به فون مانشتاین را تنها با افراد ثالث ابزار می‌کرد. به هر صورت با توجه به تفاوت بسیار در شخصیت دو طرف هیچگاه رابطه نزدیکی بین آن‌ها برقرار نشد.
با وجود سیر سریع تحولات، به نظر نمی‌رسید فون مانشتاین عجله زیادی جهت رسیدن به قرارگاه فرماندهی جدید داشته باشد؛ از این رو یک هفته به طول انجامید خود را به ناحیه عملیاتی برساند. فون مانشتاین در خاطراتش مدعی شد بدی آب‌وهوا اجازه پرواز به او نداده و مجبور شده تمام راه را با قطار برود؛ درحالی‌که فریدریش فون ملنتین گزارش کرده او یک روزه با هواپیما از راستنبرگ به روستوف-نا-دونو رفته است. فون مانشتاین در این انتقال سرتیپ کارل شولتس، رئیس ستاد و سرهنگ تئودور بوسه، افسر عملیات‌های ارتش یازدهم را نیز با خود به گروه ارتش دن برد. وقتی فون مانشتاین روز ۲۶ نوامبر به نووچرکاسک در نزدیکی روستوف-نا-دونو در ۲۰۰ کیلومتری خط مقدم رسید، ارتش سرخ محاصره ۲۵۰ هزار نفر از نیروهای آلمانی و رومانیایی را در استالینگراد تکمیل نموده بود. گروه ارتش دون از یک لشکر زرهی از فرانسه و آرایش‌ها و یگان‌های متفرق در نقاط مختلف خط مقدم شکل گرفته بود. اغلب یگان‌های این گروه ارتش توانی بسیار اندک داشتند و مجموع قابلیت تهاجمی آن‌ها حتی به اندازه یک ارتش نمی‌رسید. مشکلات ارتباطی برای چند روز امکان وحدت‌بخشی به یگان‌های تحت امر فون مانشتاین را نمی‌داد. نخستین فرمان فرماندهی عالی نیروی زمینی به فون مانشتاین متوقف ساختن تهاجم دشمن و پس گرفتن اراضی بود که اخیراً از دست رفته بودند. این فرمان پس از تکمیل حلقه حول استالینگراد، به مأموریت شکستن حلقه محاصره ارتش ششم در عمق ۱۳۵ کیلومتری اراضی تحت سلطه دشمن تغییر یافت. وقتی او به فرماندهی گروه ارتش دن رسید نامش به مظهری از امید برای نیروهای در محاصره و «فون مانشتاین می‌آید» به شعاری فراگیر بدل گشت. فون مانشتاین خود نیز در ابتدا نسبت به این موضوع مقداری خوش‌بین بود. با تسلط روشنی که بر شرایط داشت حداکثر تلاشش را کرد هیلتر و فرماندهی عالی نیروی زمینی را بر لزوم بیرون کشیدن ارتش ششم به عنوان بزرگ‌ترین ارتش آلمان در جبهه شرقی، از این مخمصه راضی نماید. به هر صورت با وجود این که بعدها در خاطراتش سعی کرد به آن تظاهر نماید، فون مانشتاین با مسئولیت خودش چنین فرمانی به ارتش ششم نداد. بدون شک اگر برخلاف میل هیتلر در حفظ موضع ارتش ششم، چنین می‌کرد از مقام خود عزل و احتمالاً اخراج می‌شد. فون مانشتاین تنها فیلدمارشالی نبود که سرنوشت خود را به سرنوشت سربازانش ترجیح داد.
ستاد فون مانشتاین طرحی تحت عنوان عملیات وینترگِویتِر (طوفان زمستان) به منظور شکستن حلقه محاصره از بیرون به کمک دو انبر دو سپاه زرهی مهیا ساخت. به هر صورت، حتی اگر این عملیات نجات قادر به رسیدن به استالینگراد می‌شد، فون مانشتاین می‌دانست که هیتلر مجوز تخلیه شهر را نخواهد داد. حملات ارتش سرخ امکان مشارکت یکی از دو سپاه زرهی را بین برد تا فون مانشتاین تنها با یک سپاه زرهی اقدام به شکستن محاصره نماید. فون مانشتاین ترجیح می‌داد برای دریافت نیروی کمکی بیشتر، منتظر بماند اما اقدامات ارتش سرخ برای انهدام ناحیه تحت محاصره، لزوم آغاز عملیات نجات پیش از تضعیف ارتش ششم تا حدی که دیگر قادر به خروج از محاصره نباشد، را هویدا ساخت؛ بنابراین فون مانشتاین به ارتشبد هرمان هوت، فرمانده ارتش چهارم زرهی، دستور داد عملیات نجات را روز ۱۲ دسامبر با تنها لشکرهای ششم و بیست و سوم زرهی از سپاه ۵۷ زرهی صرفاً شامل ۱۸۰ تانک، آغاز کند. نیروهای فون مانشتاین با مقداری پشتیبانی هوایی، رو نخست حدود ۲۰ کیلومتر پیشروی کردند و روز دوم خود را به رود آکسای در ۸۰ کیلومتری استالینگراد رساندند. با وجود انتقال نیروهای کمکی فراوان توسط ارتش سرخ به منطقه، این نیروها با گذر از رود آکسای و شکست قوای مکانیزه دشمن، تا روز ۱۹ دسامبر به گذرگاهی بر رود میشکوفا در ۵۰ کیلومتری جنوب ناحیه تحت محاصره، نیز دست یافتند. با برخورد به سد قوای بسیار قدرتمندتر شوروی، فون مانشتاین متوجه شد که دیگر امکان پیشروی بیشتر وجود ندارد. فون مانشتاین که همچنان نمی‌خواست فرمان به اقدام به خروج ارتشبد فریدریش پائولوس، فرمانده ارتش ششم، از محاصره بدهد، سرگرد هانس آیزمن، افسر اطلاعات خود را به داخل محاصره فرستاد تا پائولوس را متقاعد سازد با ابتکار خود دست به چنین کاری بزند. به هر صورت، پائولوس از فرماندهی عالی نیروی زمینی درخواست مجوز کرد که با آن مخالفت شد. در همین حین، ارتش سرخ عملیات زحل کوچک را جهت پس زدن گروه ارتش دن و حرکت به سمت دونتس آغاز کرد. با وجود عقب‌نشینی جناح چپ گروه ارتش دن و باز شدن جناحین ارتش چهارم زرهی، فون مانشتاین به امید دریافت نهایی مجوز خروج یا اقدام خود پائولوس به آن، از متوقف کردن عملیات نجات اجتناب کرد و برای سه روز قوای زرهی هوت را در رود میشکوفا نگاه داشت. این یگان‌های بی‌تحرک زیر آتش توپخانه دشمن متحمل تلفات جدی شدند. تا زمانی که فون مانشتاین بدون نتیجه دستور به توقف عملیات بدهد، خط مقدم گروه ارتش دن تقریباً در حال فروپاشی بود. این عملیات شکست‌خورده آسیب جدی به سپاه ۵۷ زرهی، تنها ذخیره متحرک گروه ارتش دن وارد کرد. تا پایان سال تمام نیروهای فون مانشتاین در حال عقب‌نشینی بودند.
به هر حال پس از پایان فاجعه‌بار نبرد استالینگراد، در تلاش برای انداختن تقصیر به گردن دیگران با کوچک جلوه دادن حوزه اختیاراتش، فون مانشتاین در خاطراتش مدعی شمول تشریفاتی ارتش ششم در یگان خود و فرماندهی مستقیم فرماندهی عالی نیروی زمینی و هیتلر بر آن شد و افزود نمی‌توانسته به آن فرمان بدهد و صرفاً موظف به کمک به این ارتش بوده است.
اوایل سال ۱۹۴۳ پس از شکست در استالینگراد و انهدام ارتش ششم، فون مانشتاین در تلاش بود خط مقدم جدیدی در ناحیه دونتس ایجاد کند. درحالی‌که جناح چپ گروه ارتش دن در اراضی شمالی با حضور تنها یک لشکر زرهی در آن، باز بود، با اصرار فرماندهی عالی بر باقی ماندن گروه ارتش آ در قفقاز، فون مانشتاین وادار شد برای باز نگاه داشتن مسیر تدارکات به نواحی جنوبی، ارتش چهارم زرهی و گروه هولیت را در ناحیه شرق روستوف-نا-دونو نگاه دارد؛ بنابراین فون مانشتاین نیروی اندکی در مقابل خطر جناح چپ در اختیار داشت. با جابه‌جا کردن قوای زرهی تضعیف‌شده خود مقداری اوضاع خط مقدم را بهبود بخشید اما نتوانست دست بالای تهاجم شوروی را از آن بگیرد. تا ماه ژانویه تنها ۳۲ تانک در گروه ارتش فون مانشتاین باقی مانده بود. به هر صورت، تهاجم گسترده میانه ماه ژانویه سال ۱۹۴۳ موجب عقب رانده شدن گروه ارتش ب در جناح شمالی فون مانشتاین گردید. در این حال یک گلوگاه با عرض کمتر از ۴۰ کیلومتر نیروهای دشمن را از دهانه رود دن در دریای آزوف جدا می‌کرد. با خطر تکمیل محاصره نیروهای ورماخت در جنوب، فون مانشتاین به شکل التماس‌گونه از هیتلر خواست اجازه گریز ارتش یکم زرهی از این مهلکه را بدهد. فرماندهی عالی در نهایت روز ۲۴ ژانویه مجوز عقب‌نشینی بخشی از ارتش یکم زرهی از قفقاز را صادر کرد تا فون مانشتاین، در حرکتی که خود آن را «قلعه‌گیری» خواند، از سه لشکر زرهی آن در جناح باز چپ خود استفاده کند. این ارتش زرهی روز ۲۷ ژانویه رسماً تحت امر او قرار گرفت و تا روز بعد خود را به رود دن رساند.

#### گروه ارتش جنوب
اوایل ماه ژانویه سپاه زرهی اس‌اس با ۳۱۷ تانک از جبهه غربی به ناحیه خارکوف منتقل و به عنوان یکی از قدرتمندترین آرایش‌های زرهی ورماخت در جبهه شرقی، به فون مانشتاین سپرده شد. با عقب‌نشینی گروه هولیت به سمت روستوف-نا-دونو، فون مانشتاین قرارگاه خود را از نووچرکاسک به زاپوروژه برد. ارتش سرخ عملیات اسکاچوک را روز ۲۹ ژانویه از جناحین شمالی و جنوبی برای قطع ارتباط گروه ارتش دون با گروه ارتش ب و انهدام این گروه ارتش آغاز و در ابتدا مقداری موفقیت، از جمله قطع خط ریلی تدارکاتی فون مانشتاین، حاصل نمود. فون مانشتاین روز ۶ فوریه جهت ایجاد هماهنگی و تعیین اولویت‌ها در مقابل این عملیات دشمن به وولفس‌شانتسه پرواز کرد. او توانست هیتلر را راضی به رها کردن روستوف-نا-دونو به منظور کوتاه‌تر کردن خط مقدم و ایجاد نیروی ذخیره برای اجرای ضد حمله مؤثر، کند. بدین شکل فون مانشتاین، به جای قرار داشتن تنها در موضع واکنش دفاعی موضعی به تهاجم دشمن، آزادی عمل لازم جهت رزم متحرک را به دست آورد. در این حال خارکوف و سپاه زرهی اس‌اس درون آن روز ۱۴ فوریه در شرف محاصره از شمال غربی بود. فون مانشتاین، بنا بر میل هیتلر و به امید دریافت نیروی کمکی بیشتر، به نیروهایش دستور داد خارکوف را به هر قیمتی حفظ کنند و درخواست برای تخلیه آن را رد کرد. به هر صورت او با آگاهی از این که این لشکرهای اس‌اس تنها نیروی زرهی با توان مؤثر برای او جهت اجرای ضد حمله هستند، به منظور حفظ این نیروها در فرمان خود خواهان صورت گرفتن عمل دفاع به شکلی متحرک و همچنین اجتناب از افتادن در محاصره شد. فون مانشتاین این بار نیز همانند استالینگراد، خود فرمان به خروج نیروها از محاصره نداد اما انتظار داشت فرمانده محلی با مسئولیت خود این کار را بکند. در نهایت اوبرگروپن‌فورر پاول هاوسر، فرمانده سپاه زرهی اس‌اس با سرپیچی از فرمان مقامات بالاتر، تصمیم به تخلیه این شهر گرفت. بدین شکل خارکوف روز ۱۶ فوریه سقوط کرد. هیتلر با عصبانیت از این مسئله، روز بعد به قرارگاه فون مانشتاین در ژاپوروژه رفت. به نقل از یوزف گوبلس، وزیر تبلیغات رایش، هیتلر حاضر بود به خاطر از دست رفتن خارکوف فون مانشتاین را از مقام خود عزل نماید. به هر صورت با شانه خالی کردن فون مانشتاین از مسئولیت تخلیه خارکوف، تنها یکی از فرماندهان میان‌رده با شخص دیگری جایگزین گشت. هیتلر در این جلسه از فون مانشتاین خواست بازپس‌گیری خارکوف را اولویت اصلی ضد حمله آتی خود قرار دهد. به هر صورت این بار نیز فون مانشتاین با نشان دادن وخامت اوضاع به او، هیتلر را راضی کرد ابتدا تهاجم دشمن به سمت رود دنیپر را که خط تدارکاتی اصلی او را مورد تهدید جدی قرار داده بود، متوقف کند و سپس به چنین اهدافی بپردازد. به دستور هیتلر گروه ارتش مضمحل‌شده ب منحل گردید و نیروهای آن به فون مانشتاین واگذار شد تا یگان آن مجدداً گروه ارتش جنوب نام بگیرد.

##### ضد حمله در ناحیه خارکوف

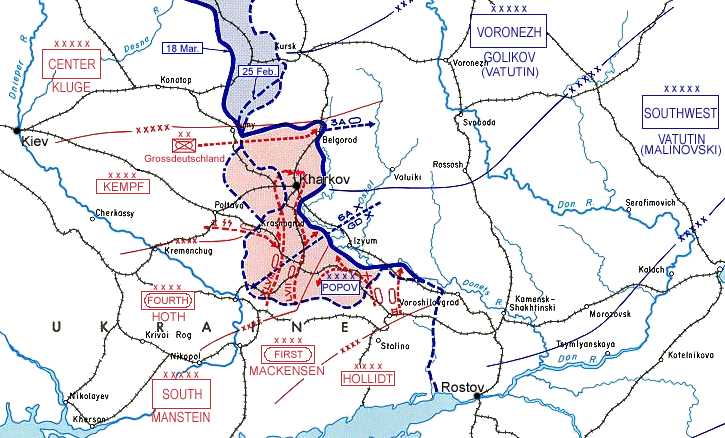
ضد حمله فون مانشتاین در ناحیه خارکوف

فون مانشتاین تمامی طول ماه فوریه در حال آماده‌سازی برای ضد حمله بود. او طرح یک تهاجم برق‌آسای کلاسیک با حملات گازانبری متمرکزِ آرایش‌های پر سرعت برای محاصره و انهدام رخنه دشمن را ریخت. چند لشکر پیاده‌نظام تازه‌نفس از غرب اروپا به او اختصاص یافت. فون مانشتاین با قرار دادن این لشکرها در خط مقدم، لشکرهای زرهی را از وظایف دفاعی رها کرد. او با تضعیف برخی قسمت‌های خط مقدم از جمله جناح شمالی گروه ارتش، در یک ریسک حساب‌شده در حال متمرکز کردن یگان‌های خود در نقاط خاص جهت ایجاد توان تهاجمی کافی بود. او به سپاه زرهی هاوسر دستور داد در ناحیه کراسنوگراد در صد کیلومتری جنوب غربی خارکوف، متمرکز و آماده ضد حمله شود. برای سد کردن پیشروی دشمن به سمت دنیپر، سپاه ۴۸ زرهی ارتش چهارم زرهی را به دنیپروپتروفسک منتقل کرد. این دو سپاه آلمانی مسئولیت اصلی در طرح فون مانشتاین را بر عهده داشتند. تصور بر این است که اگر هاوسر ریسک مخالفت با هیتلر را به جان نمی‌خرید و عقب‌نشینی از خارکوف را صورت نمی‌داد، دیگر نیروهای ارتش چهارم زرهی با توانی بسیار تضعیف‌شده از نبردهای پیشین، نمی‌توانستند به تنهایی از عهده ضد حمله مورد نظر فون مانشتاین برآیند. در این حال فرماندهان ارتش سرخ تصور می‌کردند فون مانشتاین در حال تخلیه منطقه است؛ از این رو با وجود مشکلات تدارکاتی از جمله کمبود سوخت و فرسودگی قوا، تلاش برای رسیدن به دنیپر را تشدید کردند. این مسئله باعث از بین رفتن تمرکز قوای شوروی و پخش شدن آن‌ها شد. گفته می‌شود اعتقاد فون مانشتاین به ارائه توضیحات عملیاتی به صورت رو در رو به فرماندهان سپاه‌ها و لشکرها به جای استفاده از مخابره رادیویی، امکان رهگیری قصد او توسط بریتانیایی‌ها که قادر به شکستن رمز دستگاه انیگما شده بودند و متعاقباً قرار دادن آن در اختیار شوروی را از بین برد. فون مانشتاین با غافلگیر کردن دشمن در اقدامات ابتدایی خود، سینلنیکوفه و کراسنوآرمسکویه را پس گرفت. عملیات اصلی ضد حمله صبح روز ۲۰ فوریه آغاز شد. سپاه زرهی اس‌اس از شمال و سپاه ۴۸ ورماخت از جنوب جناحین ناحیه برآمدگی ارتش سرخ را مورد حمله قرار دادند. با یخ بستن سطح زمین امکان صد کیلومتر پیشروی در عرض سه روز برای نیروهای فون مانشتاین فراهم آمد. پاولوگراد روز ۲۲ فوریه مجدداً به تصرف درآمد. روز بعد سپاه ۴۰ زرهی در جناح راست سپاه ۴۸ زرهی نیز به ضد حمله پیوست. تا این زمان ارتش سرخ همچنان سعی در پیشروی به سمت غرب داشت. سه سپاه زرهی فون مانشتاین قوای نیکولای واتوتین را پیش از آن که فرصت عکس‌العمل پیدا کند، به صورت تکه‌تکه منهدم کردند. مابقی قوای دشمن در مقابل مقاومت حداقلی به سمت دونتس پس زده شدند. سپاه زرهی اس‌اس رو به خارکوف در شمال کرد. اقدام ارتش پنجم تانک شوروی برای ضد حمله از ناحیه خارکوف در روز ۳ مارس مستقیماً با این سپاه زرهی فون مانشتاین برخورد نمود و قوای آن به سرعت منهدم شدند. تا این زمان فون مانشتاین کاملاً ابتکار عمل را در اختیار گرفت و مرحله دوم ضد حمله را از روز ۶ مارس آغاز کرد. سپاه زرهی اس‌اس پیشروی سریعی به سمت خارکوف نمود. روز بعد نیروهای جناح شمالی گروه ارتش نیز به عملیات ملحق گردیدند. روز ۱۰ مارس نیروهای فون مانشتاین در حال به محاصره درآوردن خارکوف بودند. او قصد داشت این شهر کاملاً محاصره و از نبرد شهری اجتناب کند اما به دستور هیتلر نیروهای سپاه زرهی اس‌اس وارد شهر شدند. پس از یک نبرد سنگین خارکوف تا روز ۱۴ مارس مجدداً تسخیر گردید. در آخرین قسمت از پیشروی نیروهای فون مانشتاین روز ۱۶ مارس بر بلگورود نیز مسلط شدند تا دیگر با برخورد به مواضع قدرتمند دشمن متوقف شوند. فون مانشتاین امیدوار بود به کورسک نیز دست یابد اما فرا رسیدن نیروی کمکی پر شمار دشمن و گل‌آلود شدن بهاره راه‌ها این اجازه را به او نداد.
با این ضد حمله به دو جبهه شوروی حدود ۸۸ هزار نفر تلفات وارد آمد و به هشت سپاه تانک ارتش سرخ از مجموع بیست سپاه تانک آن در جبهه شرقی آسیب جدی خورد. ترمیم این خسارات سه تا چهار ماه برای شوروی زمان برد که فضای تنفس حیاتی نصیب ورماخت کرد. بدین ترتیب تمامی دستاوردهای عملیاتی اخیر ارتش سرخ در مقابل گروه ارتش جنوب، جز ناحیه کورسک، از بین رفت و فون مانشتاین بخش‌هایی از خط مقدم در جنوب اوکراین را به حدود سال ۱۹۴۲ بازگرداند. این مسئله رشته پیروزهای ارتش سرخ را موقتاً قطع و امید را در اردوی آلمانی‌ها مجدداً زنده کرد. به جهت این موفقیت بزرگ در ناحیه خارکوف گیره برگ‌های بلوط نشان صلیب شوالیه روز ۱۴ مارس سال ۱۹۴۳ به فون مانشتاین اعطا شد. نزد بسیاری ضد حمله او یک شاهکار عملیاتی به حساب می‌آید. فون کیلمنسگ، یکی از ژنرال‌های بوندس‌ور این عملیات را «بزرگ‌ترین ظهور نبوغ در تمامی طول جنگ» می‌نامد و برایتهاوپت با نهادن یک قدم فراتر برای آن «اهمیت تاریخی جهانی» قائل است. به هر حال عده‌ای نیز در قیاس با سایر عملیات‌های جنگ جهانی دوم، چنین تصویر مبالغه‌آمیزی را مورد تشکیک قرار داده‌اند. این موفقیت فون مانشتاین آخرین پیروزی بزرگ آلمان در جبهه شرقی بود.

##### نبرد کورسک

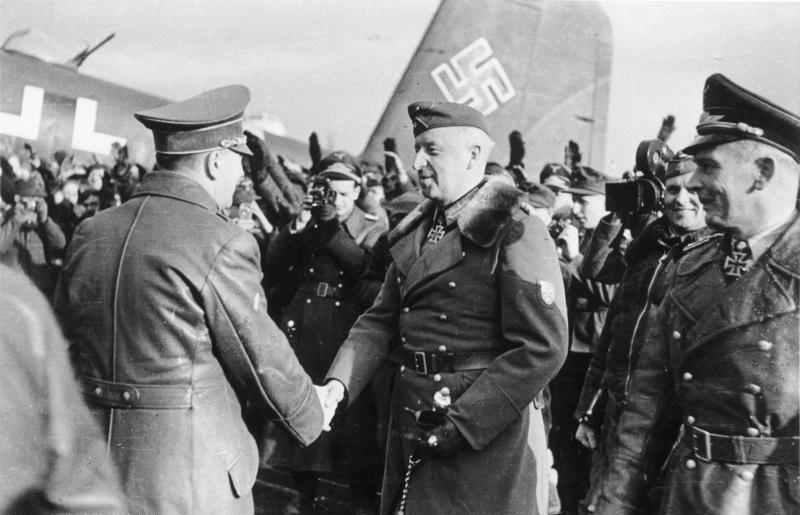
در حال استقبال از هیتلر در فرودگاه، ۱۰ مارس ۱۹۴۳، اوکراین

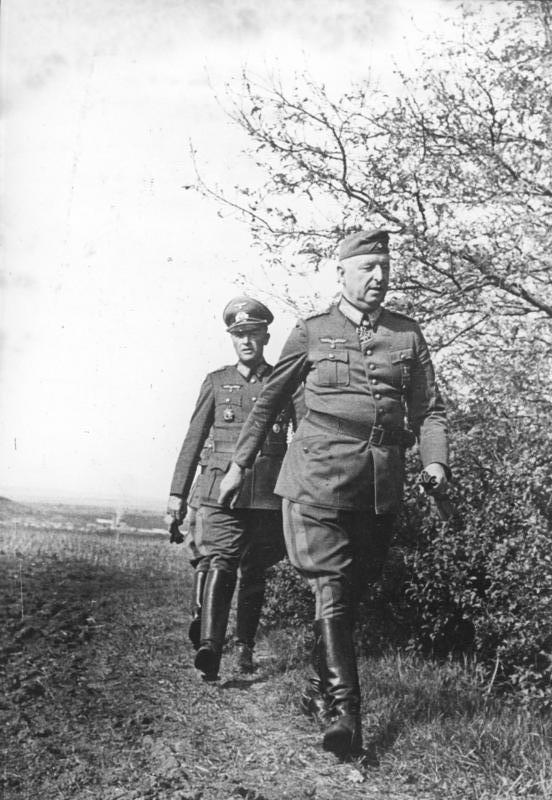
در راه قرارگاه خود در دونتس، ژوئن ۱۹۴۳

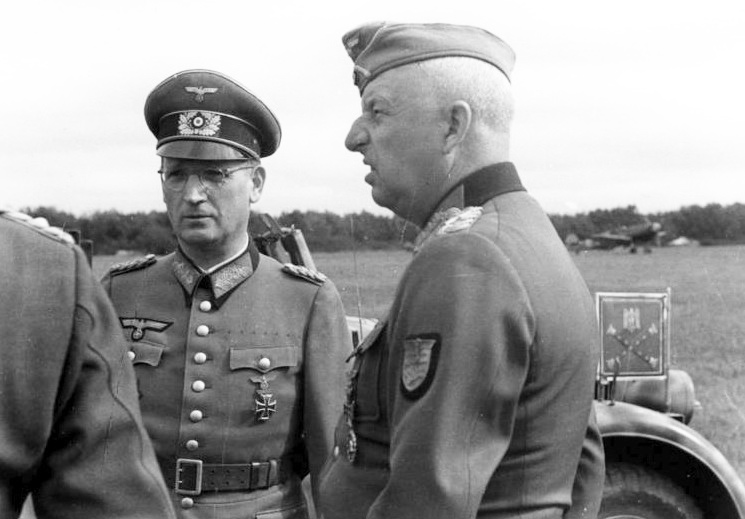
سپتامبر ۱۹۴۳، اوکراین

بارش بهاره و گل‌آلود شدن راه‌ها عملیات دو طرف را موقتاً متوقف و آن‌ها را مشغول آماده‌سازی برای حرکات بعدی کرد. فون مانشتاین می‌اندیشید با وجود موفقیت در ناحیه خارکوف گروه ارتش او همچنان بسیار ضعیف است و در متوقف کردن یک تهاجم تمام عیار دیگر از طرف دشمن با مشکل مواجه خواهد شد. به هر صورت پیشنهاد کرد به شوروی اجازه داده شود یک عملیات بزرگ علیه گروه ارتش جنوب آغاز و حتی مقداری اراضی کسب کند تا علیه یک ضد حمله اجرا گردد. به هر صورت، با وجود موفقیت‌های اخیر فون مانشتاین، هیتلر به‌طور قطع تمامی پیشنهادهای او برای یک دفاع عملیاتی متحرک را رد کرد. فرماندهی عالی آلمان به دنبال آن بود که ابتکار عمل را در سال ۱۹۴۳ باز پس بگیرد. در این راستا، فون مانشتاین توصیه به انهدام برآمدگی خط مقدم دشمن در ناحیه کورسک به عنوان امتداد منطقی ضد حمله ماه مارس کرد. فرماندهی عالی نیروی زمینی با این پیشنهاد موافقت نمود اما کار بر روی جزئیات طرح موسوم به «عملیات سیتادل» توسط ارتشبد کورت سایتسلر، رئیس ستاد کل نیروی زمینی انجام گرفت. بر اساس این طرح گروه ارتش تحت امر فون مانشتاین، هر زمان که وضعیت آب‌وهوایی اجازه بدهد، می‌بایست در هماهنگی با گروه ارتش مرکز که از شمال یورش می‌آورد، یک تهاجم گسترده گاز انبری از جنوب علیه ناحیه برآمدگی صورت می‌داد. نیروهای فون مانشتاین می‌بایست برای تحقق این هدف ۱۲۰ کیلومتر به طرف شمال در جانب اوبویان پیش می‌رفتند. در صورت موفقیت طرح دو گروه ارتش در شهر کورسک به یکدیگر متصل می‌شدند و پنج یا شش ارتش شوروی را در یک منطقه وسیع به محاصره درمی‌آوردند. با وجود تمایل فون مانشتاین بر آغاز عملیات بدون هر گونه تأخیر بیشتر، با اتخاذ رویکرد احتیاط‌آمیز و به جهت تقویت هر چه بیشتر یگان‌های زرهی، عملیات چند بار توسط فرماندهی عالی به تأخیر افتاد. این مسئله به شوروی نیز فرصت بازیابی مجدد نیروهای به شدت آسیب‌دیده خود و آماده‌سازی بیشتر داد. در این مدت شوروی برآمدگی کورسک را به یکی از مستحکم‌ترین مناطق در تاریخ رزم نوین بدل ساخت و نیروی ذخیره فراوانی در پشت جبهه متمرکز کرد.
فون مانشتاین مشابه ضد حمله در ناحیه خارکوف، به منظور عملیات سیتادل ۸۵ درصد از نیروهای زرهی در دسترس خود را در خط مقدم تهاجم به طول تنها ۵۰ کیلومتر متمرکز کرد. مابقی نیروهای زرهی می‌بایست از دفاع مابقی خط مقدم بیش از ۲۰۰ کیلومتری گروه ارتش پشتیبانی می‌نمودند.
آلمانی‌ها حمله را از روز ۵ ژوئیه با بیش از ۹۰۰ هزار نفر نیرو که حدود دو سوم از آن‌ها در قسمت جنوبی تحت امر فون مانشتاین بودند، آغاز کردند. دو سپاه زرهی ارتش چهارم زرهی با مجموعاً ۹۲۵ تانک و ۱۷۰ توپ تهاجمی جلوداری فون مانشتاین را بر عهده داشتند. این یگان بزرگ‌ترین یگان زرهی ورماخت در تمامی طول جنگ در جبهه شرقی بود. فون مانشتاین گروه رزمی کمپف را نیز با حدود ۳۷۰ تانک و توپ تهاجمی دیگر در جناح راست خود قرار داد تا با عریض‌تر کردن رخنه، با ضد حمله احتمالی نیروهای ذخیره دشمن مقابله نماید. فون مانشتاین انتظار داشت بیشتر لشکرهای تهاجمی او تا پایان روز نخست از سد نخستین خط دفاعی دشمن عبور کنند و به دومین خط دفاعی آن در مجاورت رود پسل در عمق ۴۵ کیلومتری برسند. با این حال این نیروها با تنها ۳ تا ۲۰ کیلومتر پیشروی در روز نخست غالباً نتوانستند نخستین خط دفاعی را بشکنند. این مسئله فون مانشتاین را متحیر کرد چرا که تا به کنون سابقه نداشت نیروهای زرهی او نتوانند در مواضع دشمن رخنه نمایند. نیروهای او در برابر مقاومت شدید دشمن و برتری عددی آن، در عرض ۷ روز تنها توانستند ۳۵ کیلومتر در عمق دفاع شوروی، نیمی از راه تا کورسک، پیشروی نمایند. با ورود یک ارتش تانک ذخیره شوروی در روز ۱۱ ژوئیه در این قسمت به میدان، حرکت فون مانشتاین متوقف گشت. روز ۱۲ ژوئیه نبرد زرهی بزرگی در پروخروفکا بین ارتش چهارم زرهی فون مانشتاین و قوای تانک شوروی درگرفت که با وجود پیروزی تاکتیکی آلمانی‌ها، هر دو طرف را متحمل خسارات سنگین کرد.
با توجه به این که نیروهای قدرتمندتر او موفقیت بیشتری نسبت قوای جناح شمالی عملیات کسب کردند، فون مانشتاین تنها فرمانده‌ای بود که از هیتلر خواست عملیات سیتادل را ادامه دهد. او در خاطراتش مدعی شد نیروهای او قادر به دفع ضد حمله دشمن و تصرف کورسک بودند اما روز ۱۳ ژوئیه با نگرانی هیتلر از تهاجم متفقین به سیسیل، تهاجم متوقف شد تا نیروهای ذخیره به جانب غرب منتقل شوند. او همچنین در این نوشته‌ها مدعی شد قوایی از دشمن که در مقابل گروه ارتش او قرار داشتند چهار برابر بیشتر تلفات دادند. فون مانشتاین حتی عملیات در ناحیه کورسک را گونه‌ای از پیروزی برای آلمان خواند که بخش زیادی از قابلیت‌های تهاجمی شوروی را از بین برده است. با وجود این که ادعای فون مانشتاین در ارتباط با تلفات دشمن اغراق‌شده به نظر نمی‌رسد، به هر صورت اسناد باقیمانده به روشنی نشان می‌دهد نقل فون مانشتاین از واقعه گمراه کننده است چرا که هیچ دستوری برای توقف تهاجم صادر نگشته و تصمیم نهایی برای انتقال نیروهای زرهی تا روز ۲۵ ژوئیه، هنگامی که شکست عملیات قطعی به حساب می‌آمد، گرفته نشده بود.

##### عقب‌نشینی به سمت غرب
در این زمان فرماندهی عالی نیروی زمینی مسئول امور جبهه شرقی و فرماندهی عالی ورماخت مسئول اداره تمامی جبهات دیگر بودند. فون مانشتاین سعی کرد هیتلر را نسبت به انتصاب یک رئیس حقیقی برای ستاد کل یا تعیین یک فرمانده کل برای جبهه شرقی قانع کند. هیتلر به خوبی متوجه این مسئله شد که فون مانشتاین کسی جز خود را برای این جایگاه‌ها مناسب نمی‌بیند. به نقل از الکساندر اشتالبرگ، خدمت‌گزار نظامی او، فون مانشتاین روز ۱۳ ژوئیه دیداری با فیلدمارشال فون کلوگه و فیلدمارشال اروین رومل داشت. این نخستین دیدار شخصی بین فون مانشتاین و رومل بود. به نوشته اشتالبرگ، در خلال بحث در ارتباط با تعیین یک فرمانده کل برای جبهه شرقی، فون کلوگه برای قرار دادن خود تحت فرمان فون مانشتاین اعلام آمادگی کرد. در این دیدار رومل اذعان داشت اگر متفقین قادر به پیاده‌سازی نیرو در بالکان و سپس غرب شوند همه چیز فرو خواهد ریخت. فون مانشتاین در پاسخ فاصله شرایط کنونی با آن حالت را زیاد دانست و ابراز داشت هیتلر پیش از آن که دیر شود دست از کنترل شخصی جنگ برخواهد داشت. با این حال رومل با ادعای شناخت بیشتر هیتلر نسبت به فون مانشتاین، این مسئله را غیرممکن اما به هر صورت خود را نیز آماده فرمان‌برداری از فون مانشتاین خواند. طبق ادعای اشتالبرگ، پس از آن که فون مانشتاین محل را ترک کرد رومل به او گفت: «فیلدمارشال شما یک نابغه در بعد راهبردی است. من او را تحسین می‌کنم. اما او یک خیال‌باف است.»

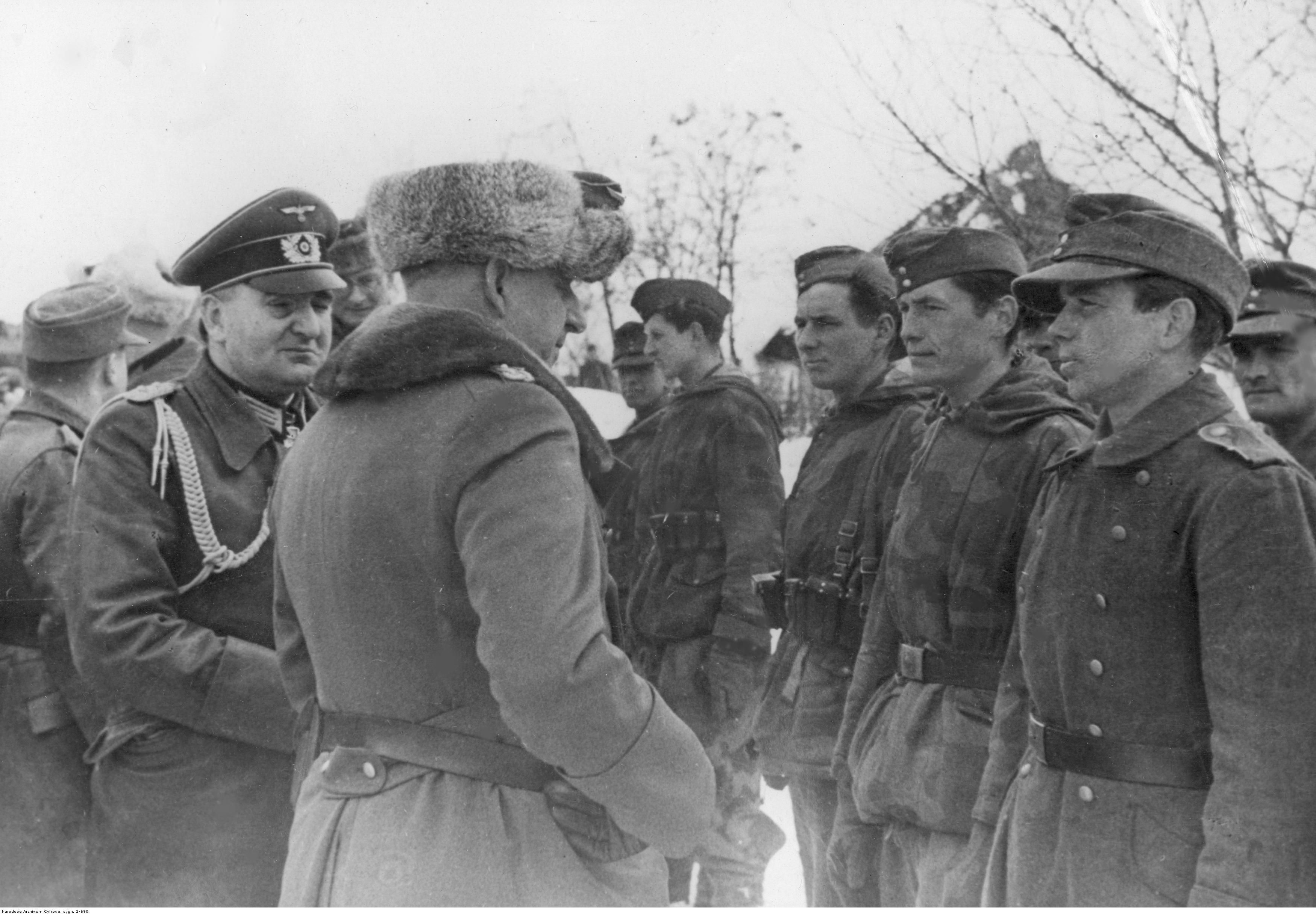
در حال بازدید از نیروهایش در ناحیه چرکاسی، ۱۹۴۴

پس از شکست در کورسک ورماخت دیگر قادر به اجرای عملیات‌های تهاجمی نبود و تمامی ابتکار عمل به دست شوروی افتاد. در ادامه گروه ارتش تحت امر فون مانشتاین مجموعه‌ای از عملیات‌های دفاعی را به اجرا گذاشت. در این شرایط، در مواجهه با حملات ایذایی ارتش سرخ به جناح جنوبی گروه ارتش و عبور قوای دشمن از رود میوس، فون مانشتاین در تصمیمی که خود بعدها آن را «فاجعه‌بار» توصیف کرد، بیشتر نیروهای زرهی گروه ارتش را جهت دفع رخنه دشمن به مناطق جنوبی منتقل نمود. با وجود کسب برخی پیروزی‌های تاکتیکی برای نیروهای فون مانشتاین، با قرار گرفتن تهاجم اصلی شوروی بر نواحی شمالی، ارتش سرخ یک تهاجم گسترده را از روز ۳ اوت آغاز کرد که قوای کم‌شمار جناح شمالی فون مانشتاین مجموعاً شامل هفت لشکر قادر به متوقف ساختن آن نبودند. در پی این تحولات که مجدداً سبب تحیر او شده بود، فون مانشتاین دستور به تخلیه خارکوف داد تا این شهر برای بار دیگر روز ۲۲ اوت سقوط کند. تا پایان ماه اوت فون مانشتاین تقریباً در تمامی طول خط مقدم در حال شکست بود. فون مانشتاین از هیتلر خواست نیروهایش را برای ایجاد خط دفاعی جدید تا پشت رود دنیپر عقب بکشد اما مجوز چنین اقدامی تا روز ۱۵ سپتامبر صادر نشد. به هر صورت سرنیزه زرهی ارتش سرخ زودتر از بسیاری از یگان‌های فون مانشتاین خود را به دنیپر رساند و تا پایان ماه سپتامبر چنو سرپلی بر آن ایجاد کرد. فون مانشتاین در حین عقب‌نشینی قرارگاه خود را ابتدا به گیروفوگراد و سپس به وینیتسا منتقل نمود. با وجود از بین رفتن برخی از سر پل‌ها توسط ضد حملات زرهی فون مانشتاین، نیروهای شوروی با گذر از سرپل لیوتژ در شمال کی‌یف و غافلگیر کردن فون مانشتاین روز ۶ نوامبر به سرعت بر شهر کی‌یف مسلط شوند. با سرخوردگی فرماندهی عالی از سقوط کی‌یف، مقدار زیادی نیروی زرهی کمکی به فون مانشتاین تعلق گرفت تا این شهر پس بگیرد. ضد حمله فون مانشتاین با دو سپاه زرهی مجموعاً با ۵۸۵ تانک، به سبک نبرد خارکوف به جناحین رخنه دشمن موفقیت زیادی به دست آورد و برخی اراضی از جمله ژیتومیر را مجدداً به تصرف آلمانی‌ها بازگرداند اما شرایط بد آب‌وهوایی اجازه تکمیل اهداف را به آن نداد. فون مانشتاین که نتوانسته بود هیچ یگانی از دشمن را به محاصره درآورد، روز ۲۵ نوامبر عملیات را متوقف کرد. فون مانشتاین با تشکیل یک لشکر توپخانه، تحت پشتیبانی این لشکر با سپاه ۴۸ زرهی مجدداً از روز ۶ دسامبر اقدام به حمله به مواضع دشمن در رادومیشل کرد. این حمله تعدادی از لشکرهای تفنگ‌دار شوروی را به محاصره انداخت و تلفات سنگینی به ارتش سرخ وارد آورد. به هر صورت آلمانی‌ها دیگر از قدرت کافی برای انهدام این آرایش‌ها برخوردار نبودند. با وارد شدن سه سپاه تانک دشمن به میدان، یک درگیری زرهی طولانی درگرفت که خسارات زیادی به هر دو طرف زد. تا روز ۲۳ دسامبر فون مانشتاین که نتوانسته بود کیف را باز پس بگیرد، وادار شد ضد حمله را کاملاً متوقف کند. به هر صورت او تصور می‌کرد این ضد حمله جبهه یکم اوکراین شوروی را فلج کرده و برای مدتی قدرت اجرای یک تهاجم عمده را از آن گرفته است.
با این حال دقیقاً برخلاف تصور فون مانشتاین، واتوتین با دریافت صدها هزار نفر نیروی کمکی، از صبح روز ۲۴ دسامبر، فردای همان روز، تهاجم بزرگ دیگری را آغاز کرد. ارتش سرخ با پیشروی از گذرگاه کی‌یف گروه ارتش جنوب را در خطر افتادن در محاصره قرار داد. تا اواخر این ماه موقعیت فون مانشتاین به اندازه‌ای حساس شد که او پیشنهاد کرد نیروهایش را کاملاً از خم رود دنیپر عقب بکشد تا خط مقدم خود را کوتاه‌تر کرده و نیروی ذخیره‌ای برای مقابله با دشمن در غرب کی‌یف ایجاد نماید. ارتشبد کورت سایتسلر، رئیس ستاد کل نیروی زمینی نیز به جد پشتیبان این طرح بود. به هر صورت هیتلر با فاجعه‌بار دانستن عواقب این اقدام، به دلایل سیاسی-راهبردی از جمله از دست رفتن کریمه و به خطر افتادن میدان‌های نفتی رومانی، با آن مخالفت کرد و دستور داد جناح راست گروه ارتش جنوب به هر قیمتی که شده موضع پیشین خود را حفظ کند. مقرر گشت صد هزار نفر از نیروهای گروه ارتش آ به گروه ارتش فون مانشتاین منتقل گردد. به هر صورت در این زمان برای تمامی گروه ارتش او تنها حدود ۲۵۰ تانک باقی مانده بود. در این هنگام عناصری از جنبش مخالفان هیتلر نزد فون مانشتاین مدعی شدند که هیتلر تهدید کرده است اگر به فرمان او سر نهاده نشود به راحتی خواهد توانست فون مانشتاین را «در یک حادثه یا همانند آن» از سر راه بردارد. گفته می‌شود فون مانشتاین در پاسخ ابراز داشت که به این سخنان باور ندارد اما بلافاصله تمهیداتی برای امنیت شخصی خود صورت داده است. با وجود این که فون مانشتاین درک روشنی از وضعیت راهبردی خطرناک نشان می‌داد و در خاطراتش هیتلر را به عدم درک رزم متحرک متهم می‌کرد، به هر صورت با توجه به تحرک‌پذیری اندک نیروهای ورماخت مخصوصاً لشکرهای پیاده‌نظام آن در این زمان و فقدان توان صورت گرفتن عملیات‌های دفاعی متحرک در آن‌ها، این دست فرمان‌های هیتلر نیز همواره خالی از منطق نبودند؛ چرا که در بسیاری از موارد پیاده‌نظام ورماخت می‌بایست برای صورت دادن این گونه عملیات‌ها تجهیزات سنگین و انبارهای مهمات خود را رها می‌کرد و در فضای باز و در شرایط زمستانی دست به عقب‌نشینی می‌زد که گاهی منجر به وارد آمدن تلفات بیشتر به آن می‌شد.

###### محاصره کورسون
با این وجود، فون مانشتاین از روز نخست سال ۱۹۴۴ شروع به انتقال بی‌سروصدای نیرو از جناح راست خود به جناح چپ کرد تا به اوضاع در آن قسمت ثبات ببخشد. او سعی داشت مقیاس این کار و همچنین رها کردن به اختیار اراضی در خم رود دنیپر را از فرماندهی عالی مخفی کند. به هر حال هیتلر به سرعت متوجه این مسئله شد و فون مانشتاین را روز ۴ ژانویه به راستنبورگ احضار کرد. پیشوا از این که فون مانشتاین با نادیده گرفتن یک فرمان صریح، با این کار اقتدار او را خدشه‌دار کرده است، ناراحت بود. فون مانشتاین در پاسخ به این مؤاخذه تنها موضوع فرمانده کل جبهه شرقی را مجدداً مطرح کرد. او سعی داشت هیتلر را مجاب به تغییر ساختار فرماندهی عالی کند. فون مانشتاین به هیتلر گفت شرایط حساس کنونی نه تنها به خاطر برتری محض دشمن، بلکه نتیجه ساختار فرماندهی آلمان نیز است. او با افزودن این موضوع که وضعیت رهبری نظامی نمی‌تواند این گونه ادامه پیدا کند، خواسته پیشین خود در ارتباط انتصاب یک رئیس دارای اختیار برای ستاد کل و یک فرمانده کل کاملاً مستقل برای جبهه شرقی را تکرار کرد. واکنش هیتلر به این خواسته تماماً منفی بود. این سخنان در نزد هیتلر گونه‌ای از تقلا فون مانشتاین برای خود به نظر می‌رسید. هیتلر اعلام کرد تنها او به تمامی ابزار در رایش به منظور فرماندهی مؤثر دسترسی دارد. هیتلر به فون مانشتاین گفت «فیلدمارشال‌ها حتی از من تبعیت نمی‌کنند؛ فکر می‌کنی به تبعیت از تو بیشتر مایل هستند؟! من لااقل می‌توانم آن‌ها را عزل کنم. کس دیگری این اختیار را ندارد.» هیتلر بدون توجه به پاسخ فون مانشتاین مکالمه را به پایان رساند. به هر صورت رابطه فون مانشتاین با هیتلر به سرعت رو وخامت نهاد.
در این حال ارتش سرخ با بهره‌گیری از تضعیف جناح راست گروه ارتش جنوب، با حمله به آن روز ۸ ژانویه کیروفوگراد را تسخیر کرد و خود را به تنها ۶۵ کیلومتری قرارگاه فون مانشتاین رساند تا او وادار به عقب کشیدن ۱۲۰ کیلومتری آن تا پروسکوروف شود. فون مانشتاین طرح یک ضد حمله مشترک موسوم به عملیات واتوتین، توسط ارتش‌های یکم زرهی و هشتم را ریخت تا سرنیزه رخنه کننده دشمن را به محاصره بیندازد و منهدم کند. در این هنگام یک سپاه از هر یک از این دو ارتش آخرین جای پای آلمان در کرانه رود دنیپر را در برآمدگی کورسون حفظ کرده بودند. درخواست فون مانشتاین برای رها کردن این برآمدگی پیش از آن که نیروهای درون آن به محاصره بیفتند، نیز رد شد. او یک یگان از تانک‌های پنتر و تیگر موسوم به هنگ زرهی سنگین بِکه ایجاد کرد و در کنار دو لشکر زرهی برای جلوگیری از رخنه دشمن از شرق اختصاص داد. عملیات واتوتین روز ۲۴ ژانویه آغاز شد اما پیش از آن که پیشرفتی داشته باشد شوروی نیز حمله خود به برآمدگی کورسون را آغاز کرد. ارتش سرخ با هفت لشکر تفنگ‌دار و بیش از ۳۰۰ تانک یک لشکر پیاده‌نظام فون مانشتاین را که از دیواره شرقی منطقه برآمدگی محافظت می‌کرد، هدف گرفت. این لشکر به سرعت فرو پاشید و نیروهای دشمن به پشت سر مواضع آلمانی‌ها رخنه کردند. ضد حمله زرهی فون مانشتاین برای متوقف کردن دشمن نتیجه‌بخش نبود تا در نهایت با اتصال ارتش‌های پنجم و ششم تانک شوروی در روز ۲۸ ژانویه به یکدیگر ۵۶ هزار نفر از نیروهای او در دو سپاه ۱۱ و ۴۲ به محاصره بیفتند.
ارسال هوایی تدارکات کافی توسط فون مانشتاین از فروپاشی بلافاصله منطقه تحت محاصره جلوگیری کرد. فون مانشتاین که بر آن بود از وقوع مجدد اشتباهات استالینگراد این بار در محاصره کورسون جلوگیری کند، به سرعت نیروی نجات‌بخشی مشتکل از دو سپاه ۳ و ۴۸ زرهی سازمان با شمول هنگ زرهی سنگین بِکه سازمان داد. تمرکز شوروی بر انهدام یگان‌های تحت محاصره فرصت بهتری به او داد. با این حال نیروهای درون محاصره موسوم به گروه اشتمرمان با عقب‌نشینی به مواضع قابل دفاع‌تر حول پایگاه هوایی کورسون برای دو هفته موقعیت خود را حفظ کردند. اقدام برای شکستن محاصره موسوم به عملیات واندا با حدود ۲۰۰ تانک بین روزهای ۱ تا ۳ فوریه آغاز شد. فاصله بین درون و بیرون محاصره تنها ۳۵ تا کیلومتر بود اما شرایط به‌شدت گل‌آلود منطقه به شکل جدی تحرک را از نیروهای زرهی فون مانشتاین می‌گرفت. به هر صورت و با وجود مقاومت شدید ده لشکر دشمن، آلمانی‌ها توانستند در عرض یک هفته ۲۰ تا ۲۵ کیلومتر پیش بروند. فون مانشتاین برای نظارت مستقیم و نزدیک بر عملیات قرارگاه خود را به اومان در ۸۰ کیلومتری خط مقدم منتقل کرد. در این حال در تلاش بود لزوم تلاش نیروهای درون محاصره برای بیرون کشیدن خود را به هیتلر بقبولاند. همانند گذشته هیتلر همچنان اصرار بر حفظ کورسون داشت. فون مانشتاین در اقدامی دوباره با افزودن یک لشکر زرهی دیگر بدان، سپاه ۳ زرهی را روز ۱۱ فوریه ۱۵ کیلومتر دیگر پیش برد و به تنها ۷ کیلومتری محاصره‌شدگان رساند. چند سپاه تانک شوروی در جلوی روی او بودند. همان روز پایگاه هوایی کورسون از دست رفت. در نهایت فون مانشتاین بدون دریافت تاییدیه از هیتلر، عصر روز ۱۶ فوریه از طریق رادیو مستقیماً به گروه اشتمرمان دستور به خروج از محاصره داد. این نیرو با رها کردن خودروها و سلاح‌های سنگین خود، در یک عملیات ماهرانه شبانه دشمن را غافل‌گیر کرد و در لیسانکا به سپاه ۳ زرهی متصل شد. بدین شکل دست کم ۴۰ هزار نفر از محاصره‌شدگان نجات داده شدند. به هر صورت هر یک از شش لشکر آلمانی متحمل خسارات جدی گشتند و آخرین ذخایر نیروی متحرک گروه زرهی جنوب نیز در این نبرد صرف گردید.
فون مانشتاین در این درگیری‌ها با قوایی از دشمن می‌جنگید که برتری عددی سه تا چهار برابری و در برخی مواقع تا ۷ برابری داشتند. با این وجود مشکل فون مانشتاین این بود که می‌بایست با مقدار ناکافی نیرو از خط مقدم طولانی گروه ارتش در مواضعی که مزیتی در برنداشت دفاع می‌کرد. برای مثال، گروه ارتش او در طول ماه اوت سال ۱۹۴۳ متحمل ۱۳۳ هزار تن تلفات شد اما تنها ۳۳ هزار تن نیروی جایگزین دریافت نمود. آغاز ماه مارس سال ۱۹۴۴ دفاع از خط مقدمی به طول حدود ۸۵۰ کیلومتر بر عهده گروه ارتش جنوب با تنها ۳۷ لشکر ضعیف و بدون هیچ ذخیره متحرکی، بود.

#### محاصره کامنتس-پودولسکی
دو جبهه ارتش سرخ از روزهای ۴ و ۵ مارس سال ۱۹۴۴ عملیات بزرگ دیگری را علیه گروه ارتش مرکز آغاز کردند. با وجود مقاومت شدید آلمانی‌ها، خط مقدم گروه ارتش در چند جا شکسته شد و تانک‌های دشمن در عمق رخنه کردند. ارتش یکم زرهی ورماخت در برآمدگی در اطراف کامنتس-پودولسکی در حال محاصره شدن بود. فون مانشتاین باز هم مجبور به عقب کشیدن قرارگاه خود، این بار به لووف شد. هیتلر درخواست فون مانشتاین برای تخلیه برآمدگی را رد کرد. پیش از پایان ماه مارس خط مقدم فون مانشتاین شروع به فروپاشی کرد. در نهایت ارتش ششم تانک شوروی روز ۲۸ مارس خوتین را تصرف و راه گریز ارتش یکم زرهی ورماخت را قطع کرد. بدین ترتیب ارتش یکم زرهی هانس-والنتین هوبه با حدود ۲۰۰ هزار نفر نیرو در نزدیکی مرز رومانی به محاصره افتاد.
فون مانشتاین در این زمان دیگر چیزی برای اجرای عملیات نجات نداشت و تنها توانست با ارتش یکم مجارستان خط مقدمی کم‌عمق در کوه‌های کارپاتی در برابر دیواره بیرونی محاصره ایجاد کند. به براین پرواز کرد تا به هیتلر بگوید دو لشکر مورد علاقه او یعنی یکم زرهی لایب اشتاندارته و دوم زرهی داس رایش اس‌اس هم درون محاصره هستند و در صورتی که نیروی کمکی برای نجات آن‌ها تأمین نشود، از بین خواهند رفت.. به هر شکل پیشوا با اکراه پذیرفت سپاه ۲ زرهی اس‌اس از جبهه غربی برای اجرای عملیات نجات به شرق منتقل شود. هیتلر همچنان تأکید داشت ارتش یکم زرهی در جای خود بماند تا از بیرون خط تدارکاتی برای آن باز شود. فون مانشتاین در ظاهر این فرمان را پذیرفت اما با علم بر این که لوفت‌وافه اصلاً نخواهد توانست تدارکات کافی به داخل محاصره برساند، همین که به خط مقدم بازگشت، بی‌توجه به خواست هیتلر، به هوبه دستور داد به سمت غرب حرکت کند و به ارتش چهارم زرهی و دیگر نیروهای ناجی بپیوندد. هوبه در ابتدا نظر دیگری داشت و می‌پنداشت ارتش چهارم رومانی در جنوب فاصله کمتری با او دارد. فرماندهان دشمن هم تصور می‌کردند محاصره‌شدگان به سمت جنوب خواهند رفت. هوبه، برخلاف پائولوس در استالینگراد، یک جا ننشست و در عمل، مطابق فرمان فون مانشتاین و با غافلگیر کردن دشمن، با شدت به سمت دیواره غربی نسبتاً ضعیف محاصره یورش برد.

#### عزل
با وجود پیشرفت خوب در زمینه خروج ارتش یکم زرهی از محاصره، هیتلر مقصر اصلی این حوادث را فون مانشتاین می‌دید و دیگر تحمل نافرمانی‌های او را نداشت. در نهایت فون مانشتاین روز ۳۰ مارس سال ۱۹۴۴ به اوبرزالتسبرک احضار و از مقام خود عزل شد. فیلدمارشال والتر مدل جای او را در این مقام گرفت. برکناری فون مانشتاین با رفتاری غیر معمول از طرف هیتلر همراه بود. فون مانشتاین در جلسه‌ای که در این باره با پیشوا داشت گیره شمشیرهای نشان صلیب شوالیه را دریافت کرد. هیتلر به او گفت که زمان عملیات‌های بزرگ در شرق که او در آن‌ها خبره است، به سر آمده و دیگر زمان آن است که سرسختانه آنچه اکنون داریم را حفظ کنیم. هیتلر به فون مانشتاین گفت از عملکرد او بسیار راضی است اما او باید به خود استراحت بدهد و مراقب چشمانش باشد. هیتلر به فون مانشتاین وعده داد که از او دوباره استفاده خواهد شد. فون مانشتاین هنگام ترک دیدار به پیشوا گفت: «امیدوارم هیچگاه بابت تصمیمی که امروز گرفتید حسرت نخورید.» به هر صورت هیچگاه فرماندهی دیگری به فون مانشتاین محول نگردید و این دو دیگر هیچگاه با یکدیگر ملاقات نکردند.
هیتلر پس از عزل فون مانشتاین، به ارتشبد آلفرد یودل، رئیس بخش عملیات‌های فرماندهی عالی ورماخت، گفت:

در نظر من فون مانشتاین استعداد فوق‌العاده‌ای در زمینه عملیات دارد. هیچ شکی در این باره نیست. اگر من یک ارتش با بیست لشکر با توان کامل و در شرایط صلح داشتم، هیچ فرمانده بهتری از فون مانشتاین به فکرم نمی‌رسید. او می‌داند چگونه آن‌ها را اداره کند و این کار را خواهد کرد. او همانند صاعقه حرکت خواهد نمود اما همیشه در صورتی که مواد درجه یک، سوخت و مقدار زیادی مهمات داشته باشد. اگر چیزی خراب شود او کارها را انجام نخواهد داد. اگر من امروز ارتش دیگری داشته باشم، اصلاً مطمئن نیستم که فون مانشتاین را به‌کار گیرم؛ با این حال که او قطعاً یکی از باکفایت‌ترین افسران ماست. او با لشکرها تا جایی می‌تواند کار کند که در حالت خوبی قرار داشته باشند. اگر در نبرد با لشکرها به شکل ناهنجاری رفتار شود من مجبور هستم با عجله آن‌ها را از او بگیرم؛ چرا که او نمی‌تواند چنین شرایطی را اداره کند.

به هر صورت چنین قضاوتی از فون مانشتاین عادلانه به نظر نمی‌رسد؛ چرا که او در سال‌های پایانی چنگ آرایش‌های ضعیف را فرماندهی کرد و همچنان قابلیت رهبری درخشانی از خود نشان داد. احتمالاً این سخنان هیتلر ناشی از درخواست‌های مکرر فون مانشتاین برای دریافت آزادی عمل یا بهانه‌ای برای اقناع خود در ارتباط با کنار نهادن او بدون اشاره به ناکامی نظامی خاصی بود. رودیگر، پسر فون مانشتاین بعدها گفت بزرگ‌ترین ضعف او این بود که نمی‌توانست بفهد نمی‌تواند هیتلر را صرفاً با منطق نظامی قانع کند.

### ماه‌های پایانی جنگ
فون مانشتاین پس از عزل در زمره افسران ذخیره قرار گرفت. مخالفان هیتلر دست کم سه بار با او ارتباط گرفتند. فون مانشتاین دیداری هم با کلاوس فون اشتاوفنبرک داشت. حرف‌ها و استدلال‌های آن‌ها را شنید اما نپذیرفت که دست به هر گونه اقدامی علیه حاکمیت بزند. نقل شده است که گفت: «فیلدمارشال‌های پروسی سرکشی نمی‌کنند.» مصرانه پایبند به سوگند وفاداری خود به هیتلر ماند و در «جنبش مقاومت» علیه او مشارکت نکرد. فون مانشتاین از توطئه برای قتل هیتلر آگاه بود. از این رو پس از ناکامی کودتای ۲۰ ژوئیه به دادگاه فراخوانده شد. به هر حال ظن چندانی نسبت به فون مانشتاین وجود نداشت. دو تن از افسران ارشد ستاد او گروه ارتش جنوب، به اتهام مشارکت در این کودتا اعدام شدند.
تا آخرین روز بر این باور بود که اگر شرایط سخت بشود هیتلر مجدداً او را فراخواهد خواند. در لیگنیتس ساکن بود تا این که با نزدیک شدن ارتش سرخ ماه ژانویه سال ۱۹۴۵ وادار به نقل مکان با خانواده به برلین شد. روز ۲۹ ژانویه تصمیم گرفت با هیتلر دیدار کند اما پیشوا او را به حضور خود نپذیرفت. می‌توان متوجه این مسئله بود که هیتلر در آن شرایط دیگر تحمل خطابه دیگری از سوی او را نداشته است. مارسل اشتاین ادعای کنوپ در این باره که مانشتاین در ماه آخر جنگ دیداری از فرماندهی عالی نیروی زمینی در تسوسن داشته و خواهان فرماندهی یک گردان شده است را یک «فانتزی ژورنالیستی» می‌داند. مانشتاین روزهای آخر جنگ برلین را نیز ترک کرد و به وایسنهاوس در نزدیکی هامبورگ رفت. به همراه فیلدمارشال فون بک به دیدار بزرگ‌دریابد کارل دونیتس، رئیس جدید حکومت آلمان پس از خودکشی هیتلر، رفت. گمانه‌هایی وجود داشت که دونیتس او را به عنوان فرمانده کل نیروی زمینی برگزیند. با این وجود دونیتس تصمیم به انتخاب فیلدمارشال فردینانت شورنر گرفت.
پس از تسلیم شدن آلمان به متفقین، فردی را نزد برنارد مونتگومری، فرمانده نیروهای بریتانیایی فرستاد و پرسید انتظار می‌رود چه کند. پاسخ گرفت که در خانه بماند و منتظر حوادث باشد. اطمینان یافت به او آسیب شخصی وارد نخواهد شد. فون مانشتاین روز ۵ مه سال ۱۹۴۵ در هتل آتلانتیک هامبورگ تسلیم نیروهای بریتانیایی شد. روز ۲۶ اوت به عنوان اسیر جنگی به انگلستان برده شد.

## پس از جنگ

### محاکمه و زندان
سال ۱۹۴۶ به زندانی در نورنبرگ منتقل شد تا در «محاکمه فرماندهی عالی ورماخت و ستاد کل نیروی زمینی آلمان» حضور داشته باشد. او بخشی از گروه پنج ژنرال آلمانی بود که می‌بایست دفاعیه‌ای در این زمینه آماده می‌کرد. حداقل برای یک بار در این موقعیت با هالدر در یک سو قرار گرفته بود. به جهت شهرت و بلاغتی که داشت به سخنگوی این گروه بدل گشت. از همین رو به عنوان عامل اصلی تنظیم دفاعیه در مرکز حملات قرار گرفت. با توافقی که در ابتدا با هانس لاترنسر، رئیس گروه وکلای آلمانی حاصل گشت قرار شد تمام اتهامات به اس‌اس نسبت داده شود. با مطالعه پرونده توسط لاترنسر این دعوی ناموفق قلمداد و توصیه به اصرار بر مخالفت و مبارزه ژنرال‌ها با «فرمان‌های مجرمانه» شد. چنین ادعایی از طرف او که خود را بی‌اطلاع از این اقدامات می‌خواند عجیب به نظر می‌رسید. لاترنسر در جلسه محاکمه اذعان داشت: «این ژنرال‌ها توسط رهبرانشان به این موقعیت کشانده شده‌اند.» دادستان آمریکایی رونوشتی از فرمان ۲۰ نوامبر ۱۹۴۱ فون مانشتاین در دادگاه نشان داد که در آن گفته بود: «نظام بلشویکی-یهودی می‌بایست برای همیشه ریشه‌کن شود» و از نیروهایش خواسته بود بر مردم محلی سخت بگیرند.
به هر صورت دادگاه جنایات جنگی به جهت نگنجیدن در تعریف «گروه»، تصمیم به تبرئه فرماندهی عالی ورماخت و ستاد کل نیروی زمینی آلمان گرفت. عده‌ای از این ژنرال‌ها بعداً به صورت انفرادی محاکمه شدند. در پی این مسئله که از آن به تبرئه ورماخت تعبیر شد، با نوشتن نامه‌ای به همسرش در ۲ اکتبر «نهایت رضایت» خود را از ارائه «آخرین خدمت» به نیروی زمینی ابراز داشت.
ماه مارس سال ۱۹۴۸ شوروی از دولت بریتانیا خواست او را به همراه فون روندشتت جهت محاکمه در دادگاه جنایات جنگی به آن‌ها تحویل دهد. با این حال، بریتانیا ضمن تلاش جهت جلوگیری از بروز تنش بین طرفین، اعلام کرد این افراد در دادگاهی بریتانیایی محاکمه خواهند شد. با وجود رویکرد مسامحه‌آمیز بریتانیایی‌ها، تحت فشار آمریکایی‌ها، سال ۱۹۴۹ یک دادگاه نظامی بریتانیایی شروع به محاکمه اختصاصی او کرد. در پی اختلاف نظر بین مراجع بریتانیایی، دولت بریتانیا از فرماندهی نظامی ایالات متحده در آلمان درخواست کرد مسئله محاکمه او در دادگاهی آمریکایی را مورد بررسی قرار دهد که با مخالفت مواجه گردید. با توجه به شهرت و اعتبار فراوان در بین عموم، محاکمه او اعتراضات گسترده‌ای در آلمان و بریتانیا مخصوصاً در محافل محافظه‌کار برانگیخت. در ابتدا تصور می‌شد محاکمه تنها یک تشریفات ساده است.
رهبری دفاع از او همچنان بر عهده لاترنسر که کاملاً بر زبان انگلیسی مسلط و با فرایندهای قضایی در بریتانیا آشنا بود، قرار داشت. فون مانشتاین با داشتن روحیه ضدیهودی سعی در عدم پذیرش وکیل یهودی که توسط دولت بریتانیا تعیین گردیده بود، کرد اما با قرار داشتن در بند نتوانست تأثیری بر آن بگذارد. مجدداً به او توصیه شد به هر قیمتی که شده از پذیرش اتهام نسل‌کشی شانه خالی کند و خود را نامطلع از اقدامات اس‌اس و جنگ ایدئولوژیک نشان دهد. محاکمه از ۲۳ اوت سال ۱۹۴۹ در هامبورگ آغاز شد. همزمان خیل عظیمی در پشتیبانی از او در خیابان گرد آمدند. در ابتدا فرایند محاکمه برای او رضایت‌بخش بود اما روز ۸ سپتامبر اسنادی ارائه شد که حکایت از آگاهی و دخالت او در کشتار یهودیان کریمه در ماه نوامبر سال ۱۹۴۱ هنگام فرماندهی ارتش یازدهم داشت. در نهایت دادگاه با نسبت دادن اتهامات مختلف شامل «بی‌توجهی به بدرفتاری با اسرا، اجرای فرمان اعدام اسرای فراری، اعمال کار اجباری بر اسرا، صدور مجوز اجرای فرمان کمیسار، مسامحه با اعدام یهودیان و اجرای سیاست زمین سوخته هنگام عقب‌نشینی»، فون مانشتاین را به ۱۸ سال زندان محکوم کرد. این حکم طبق روال معمول بعداً به ۱۲ سال تقلیل یافت.
سال ۱۹۵۲، ضمن رد شدن ادعای شرف او، فون مانشتاین جهت عمل جراحی چشم از زندان مرخص شد. در این زمان تعداد زیادی از ژنرال‌های آلمانی آزاد شده بودند و انتظار نمی‌رفت او از این قاعده مستثنی شود. با وجود افزایش فشار آلمانی‌ها، بریتانیا نسبت به این مسئله تعلل نشان می‌داد. فون مانشتاین با ناراحتی از این مسئله در نامه‌ای به ژنرال بوسه، بریتانیایی‌ها را با این عمل به «یهودیان تاجر اسب» تشبیه کرد. به هر صورت ماه مه سال ۱۹۵۳ از زندان آزاد شد. با این وجود رهایی از او زندان نه در چارچوب تبرئه بلکه به دلیل «رفتار خوب در زندان» اعلام گردید. به هر صورت، فون مانشتاین هیچگاه مسئولیتی در قبال اتهاماتی که به او وارد می‌شد قبول نکرد.

### سال‌های پایانی
پس از آزادی از زندان در سال ۱۹۵۳، سال‌های باقیمانده از عمرش را میان خانواده و گروهی از دوستان نزدیکش گذراند. از آن‌جایی که خانه پیشینش در آلمان شرقی قرار گرفته بود، در دهکده ایرشنهاوزن در جنوب مونشن زندگی می‌کرد. در این مدت کار نوشتن خاطراتش را به اتمام رساند و چند مقاله نظامی تألیف کرد.
هنگام تشکیل بوندس‌ور، نیروهای مسلح جدید در آلمان غربی، از فون مانشتاین به همراه تنی چند از دیگر کهنه‌سربازان ارشد ورماخت، مشورت گرفته شد. از برخی توصیه‌های او در آرایش‌های نظامی استفاده شد. به هر حال حاکمیت قصد نداشت اجازه دهد کسی که به جنایت جنگی محکوم شده است، نقش برجسته‌ای در تشکیلات جدید پیدا کند و بدین سبب پس از بنیان گرفتن نیروهای مسلح، فون مانشتاین به مرور به حاشیه رفت. آرای فون مانشتاین در رزم متحرک دیگر برای آلمانی که تماماً بر دفاع متمرکز بود، موضوعیت نداشت. در هشتادمین سالگرد تولدش، بوندس‌ور با برگزاری مراسمی از او تقدیر به عمل آورد.
پس از مرگ همسرش در ماه مارس سال ۱۹۶۶، فیلدمارشال اریش فون مانشتاین در نهایت روز ۱۰ ژوئن سال ۱۹۷۳ در سن ۸۵ سالگی در اثر سکته مغزی درگذشت. و با احترام نظامی به خاک سپرده شد.

## تالیفات
- پیروزی‌های از دست رفته (Verlorene Siege): کتاب خاطرات، نگارش‌شده در سال ۱۹۵۵[۱۳۲]
- از زندگی یک سرباز (Aus Einem Soldatenleben): کتاب خاطرات، نگارش‌شده در سال ۱۹۵۸[۱۳۲]

## مدارج نظامی

### ترفیع درجه
- ۲۷ ژانویه ۱۹۰۷: ستوان دوم
- ۱۹ ژوئن ۱۹۱۲: ستوان یکم
- ۲۴ ژوئیه ۱۹۱۵: سروان
- ۱۹۲۷: سرگرد
- ۱ آوریل ۱۹۳۱: سرهنگ دوم
- ۱ دسامبر ۱۹۳۳: سرهنگ
- ۱ اکتبر ۱۹۳۶: سرتیپ
- ۱۹۳۹: سرلشکر
- ۱۹ ژوئیه ۱۹۴۰: سپهبد (ژنرال پیاده‌نظام)
- ۷ مارس ۱۹۴۲: ارتشبد
- ۲ ژوئیه ۱۹۴۲: فیلدمارشال

### نشان‌ها
- صلیب آهنین:
  - درجه ۲
  - درجه ۱

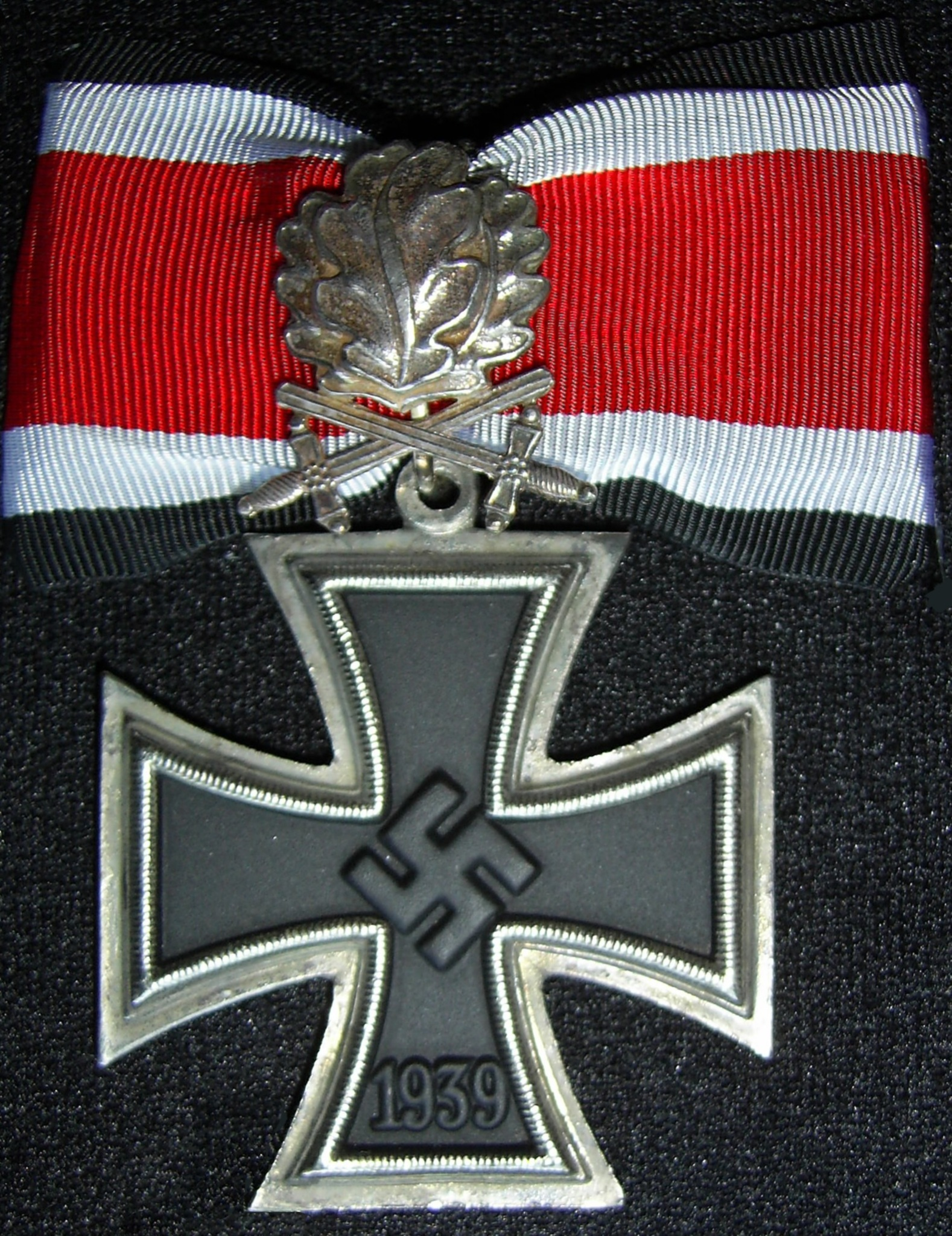
نشان صلیب شوالیه صلیب آهنین با برگ‌های بلوط و شمشیرها

- صلیب شوالیه نشان سلطنتی دودمان هوهن‌تسولرن
- صلیب شوالیه نشان فریدریش
- شوالیه هانزا
- گیره ۱۹۳۹ صلیب آهنین:
  - درجه ۲: ۱۶ سپتامبر ۱۹۳۹
  - درجه ۱: ۲۱ سپتامبر ۱۹۳۹
- صلیب شوالیه صلیب آهنین: سی و یکمین فرد - سپهبد - فرماندهی سپاه ۳۸: ۱۹ ژوئیه ۱۹۴۰
  - برگ‌های بلوط: دویست و نهمین فرد - فیلدمارشال - فرماندهی گروه ارتش جنوب: ۱۴ مارس ۱۹۴۴
  - شمشیرها: پنجاه و نهمین فرد - فیلدمارشال - فرماندهی گروه ارتش جنوب: ۳۰ مارس ۱۹۴۴
- نشان میهای دلیر: سپهبد - فرماندهی ارتش یازدهم: ۲۵ نوامبر ۱۹۴۱
- سپر طلایی کریمه: فیلدمارشال: ۲۴ نوامبر ۱۹۴۳
- هشت مرتبه نام برده شدن در اعلامیه مطبوعاتی ورماخت‌بریشت که گونه‌ای جایزه نظامی به حساب می‌آمد:
  - ۱۱ اکتبر ۱۹۴۱–۱۲ اکتبر ۱۹۴۱–۳۱ اکتبر ۱۹۴۱–۱۹ مه ۱۹۴۲–۲۰ مه ۱۹۴۲–۲ ژوئیه ۱۹۴۲–۲۰ مارس ۱۹۴۳–۴ اوت ۱۹۴۳[۹۶]

## زندگی شخصی
دهمین فرزند سرگرد ادوارد فون لوینسکی و پنجمین فرزند همسر دوم او، هلن فون اشپرلینگ، بود. هنگام نوزادی طبق رسم معمول، به خانواده خاله کوچک‌تر، هدویگ فون اشپرلینگ و همسر او، سرگرد گئورگ فون مانشتاین که فرزندی نداشتند، سپرده شد. خبر تولد او سه روز بعد به اطلاع فون مانشتاین که فرماندهی یک گردان را در تورینگن بر عهده داشت، رسید. توافق نسبت به چنین عملی چند سال پیش از به دنیا آمدن او صورت گرفته بود که در صورت پسر بودن دهمین فرزند، سرپرستی نوزاد به خانواده فون مانشتاین داده شود. پیش از آن، مارتا، دختر دایی او نیز به فرزندخواندگی این خانواده درآمده بود. بر اساس مقررات حاکم، نام رسمی او «اریش لوینسکی گنانت فون مانشتاین» («گنانت» به معنای نامیده‌شده) تعیین گردید. در بیشتر اسناد رسمی از جمله در نیروی زمینی، از این نام دوگانه برای او استفاده می‌گشت. به هر حال در آخرین لیست‌های ورماخت پیشوند «فون لوینسکی گنانت» دیگر از حذف شده بود. ورای اسناد رسمی، همواره در مکتوبات و خطابه‌ها با عنوان «فون مانشتاین» یاد می‌شد. سپرده شدنش به خانواده‌ای دیگر هیچگاه از او مخفی نشد و دو خانواده روابط خوبی با یکدیگر داشتند. خود او همواره تأکید داشت روابط نزدیک بین آن‌ها از هر گونه اختلاف جلوگیری می‌نمود. در نوشته‌هایش خود را در احاطه «عشق و خوشحالی» از هر دو طرف خانواده‌اش توصیف نموده و رابطه‌اش با مارتا را که سه سال از او بزرگ‌تر بود، «نزدیک» دانسته است. خاطرات ثبت شده توسط مارتا نیز با اشاره به «عشق ناب خواهرانه»، تأیید کننده این مسئله است. در خانواده در تمامی طول عمرش «اِرلی» خطاب شد و هر دو کودک والدین اقتباسی را «پدر و مادر» نامیدند.
والدین زیستی و اقتباسی او هر چهار نفر از خاندان‌های اشرافی با سابقه نظامی بسیار بلند در خدمت فرمانروایان پروس، بودند. سابقه نظامی‌گری خاندان‌های لوینسکی و مانشتاین به دوره شوالیه‌های تتونیک بازمی‌گشت. هر دو پدربزرگ او ژنرال پروسی بودند. پاول فون هیندنبورگ که به درجه فیلدمارشالی و ریاست‌جمهوری آلمان نیز رسید، شوهر کوچک‌ترین خاله او بود.
هنگام بازگشت به سیلزی در عید سال نو ۱۹۲۰، در سن ۳۲ سالگی با یوتا سیبیل فون لوش در سن ۱۹ سالگی آشنا شد و سه روز بعد از او خواستگاری نمود. ازدواج بین این دو در ۱۰ ژوئن سال ۱۹۲۰ صورت گرفت. یوتا از خاندانی اشرافی و بسیار ثروتمند در سیلزی بود که مرزهای تعیین شده توسط پیمان ورسای باعث از دست رفتن بسیاری از زمین‌های آن‌ها شده بود. یوتا به حزب ناسیونال سوسیالیست کارگران آلمان پیوست و به یکی از اعضای فعال آن بدل گشت. هنینگ فون ترسکو به شکل توصیفی یوتا را «۱۵۰ درصد نازی» خوانده بود. گیسلا، نخستین فرزند آن‌ها در ماه آوریل سال ۱۹۲۱، گرو، نخستین پسرشان در سال ۱۹۲۲ و رودیگر، پسر دیگرشان در سال ۱۹۳۱ زاده شدند. گرو، پسر ارشدش در سن ۱۹ سالگی هنگام خدمت با درجه ستوان دومی به عنوان یک افسر تدارکات در لشکر هجدهم پیاده‌نظام، ۲۹ اکتبر سال ۱۹۴۳ در نزدیکی دریاچه ایلمن در اثر حمله هوایی ارتش سرخ کشته شد و خبر آن یک روز بعد به اطلاع پدر که قریب به دو هفته پیش از آن با او ملاقات کرده بود، رسید.

## یادداشت
1. ↑  Fritz Erich Georg Eduard von Lewinski